# Velbert
Velbert ([ˈfɛlbɐt] ⓘ) ist eine große kreisangehörige Stadt des Kreises Mettmann in Nordrhein-Westfalen, Deutschland. Sie liegt rund 20 Kilometer nordöstlich der nordrhein-westfälischen Landeshauptstadt Düsseldorf, 18 Kilometer südlich von Essen und 12 Kilometer nordwestlich von Wuppertal auf der linken Seite der Ruhr im Niederbergischen Land und hat ca. 82.000 Einwohner.

## Geografie

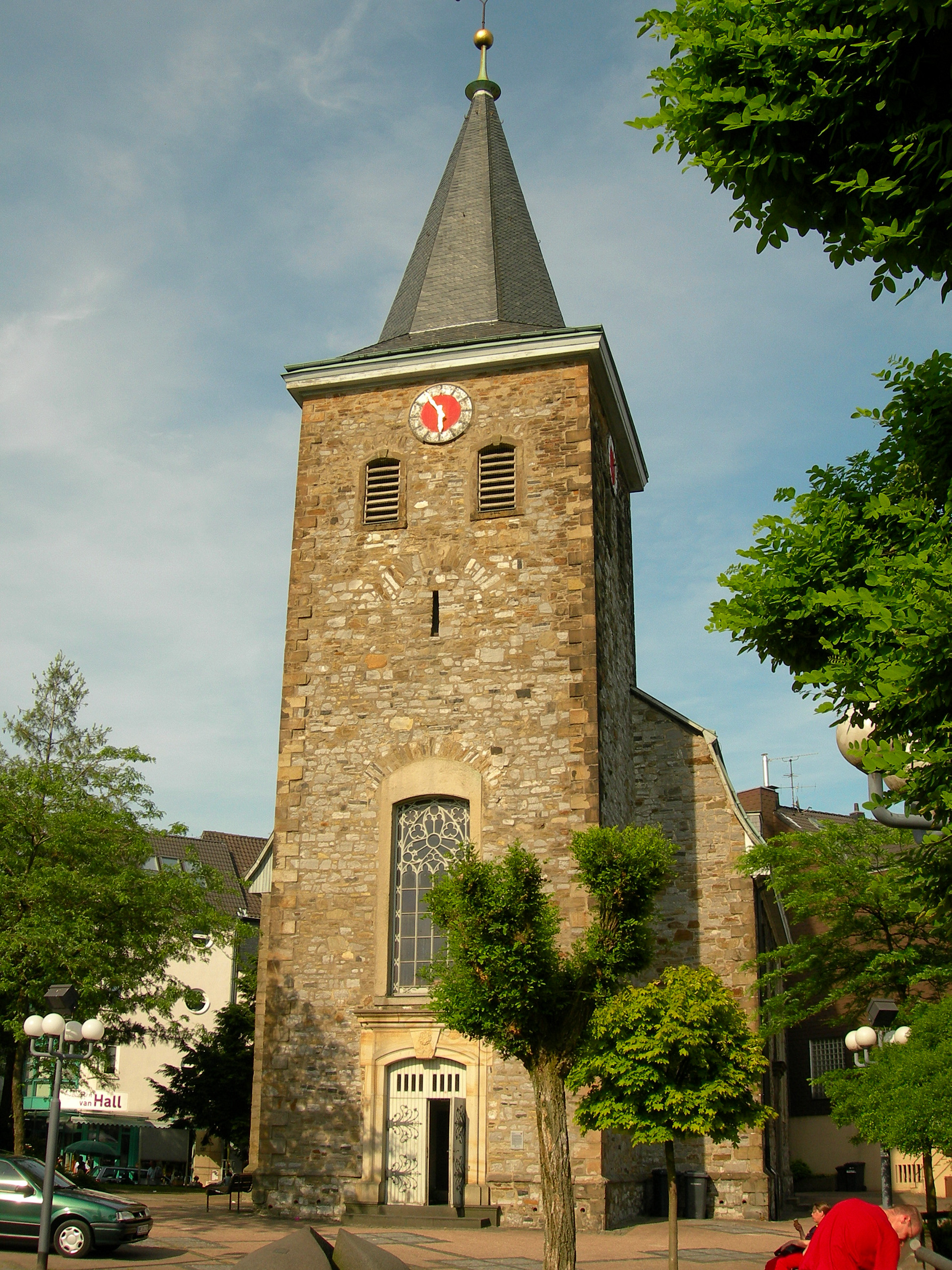
Alte Kirche, Velbert-Mitte

### Geografische Lage
Velbert liegt auf den Höhen des Bergischen Landes und wird auch Herz des Niederbergischen Landes genannt. Es liegt circa 248 Meter (Rathaus) über dem Meer. Höchster Punkt: 303 Meter (Fettenberger Weg im Ortsteil Nordrath am Großen Fettenberg), niedrigster Punkt (im Deilbach an der Grenze zu Essen in Langenberg) 70,6 m über NN.
Velberts Nachbarstädte sind die kreisfreien Städte Essen und Wuppertal sowie Hattingen (Ennepe-Ruhr-Kreis), Heiligenhaus und Wülfrath (beide Kreis Mettmann).

### Stadtgliederung
Die Stadt Velbert gliedert sich in die drei administrativen Stadtbezirke Velbert-Mitte, Neviges und Langenberg.
Historisch gibt es zahlreiche Stadtteile:
- Stadtbezirk Langenberg: Bonsfeld, Bökenbusch, Eickeshagen, Fronberg, Hopscheider Berg und Nierenhof.
- Stadtbezirk Neviges: Burgfeld, Im Holz, Donnenberg, Pastoratsberg, Marienberg, Lüpkesberg, Rosenhügel, Siepen, Tönisheide und Wimmersberg.
- Stadtbezirk Velbert-Mitte: Birth, Dalbecksbaum, Hefel, Kostenberg, Langenhorst, Losenburg, Nordpark, Nordstadt, Obere Flandersbach, Oberstadt, Velbert-Ost, Röbbeck und Unterstadt.

Die Außenbereiche sind mit Einzelhöfen und kleinen Weilern besiedelt und werden vielfach noch heute nach ihren historischen Namen der Bauerschaften und Honschaften unterschieden: Große Höhe, Kleinumstand, Kuhlendahl, Krehwinkel, Nordrath, Richrath, Rottberg, Vossnacken, Wallmichrath und Windrath. Weniger geläufig sind die Namen der Honschaften, die nur teilweise Velbert zugeschlagen wurden wie Niederelfringhausen, Flandersbach, Kleine Höhe, Niederbonsfeld, Rodberg, Rützkausen und Untensiebeneick.

## Geschichte

### Mittelalter
Die erste urkundliche Erwähnung Velberts geht auf das Jahr 875 zurück; der damalige Name „Feldbrahti“ lässt sich als „brachliegendes“ oder „frisch gerodetes Feld“ deuten. Um das Jahr 1000 entstanden mit der Kapelle der Heiligen Ida an der Stelle der heutigen Alten Kirche Velberts und der Windrather Kapelle der Heiligen Margarethe die ersten Kirchbauten im Gebiet des heutigen Velbert. 1220 wurden Langenberg und Neviges erstmals in Urkunden erwähnt, 1326 der „Offers“ in Velbert.
1354 fand der Verkauf der Herrschaft Hardenberg an den Grafen von Berg und Ravensberg statt. Spätestens seit dem Beginn des 14. Jahrhunderts gab es Bergbau in Velbert. Davon zeugt das Baudenkmal der Schleppbahnbrücke Oberlangenhorstbeeke.

### Neuzeit
Im Jahre 1560 erfolgte die Einführung der Reformation, 1589 tagte die erste Bergische Synode in Neviges, 1769 fand in Velbert die feierliche Einweihung der evangelischen Kirche statt. 1681 wurde Neviges ein katholischer Wallfahrtsort mit einer Gnadenbildwallfahrt.

#### Zeit bis zum Zweiten Weltkrieg
Ab dem 18. Jahrhundert wurde Velbert ein bedeutender Standort der Schloss- und Beschlägeherstellung und blieb es bis heute. 1802 erfolgte in Langenberg die Fertigstellung der ersten steinernen Synagoge im Bergischen Land. Im Jahre 1847 erfolgte die Eröffnung der Prinz-Wilhelm-Eisenbahn, die Langenberg und Neviges mit Steele und Vohwinkel verbindet. 1849 erschien in Langenberg mit dem „Zeitungs-Boten“ die erste lokale Zeitung. 1851 eröffnete die erste Eisengießerei.
Am 23. Oktober 1856 wurde der Gemeinde Velbert auf königlichen Erlass die Rheinische Städteordnung und damit das Stadtrecht verliehen.
1861 wurde die erste Dampfmaschine aufgestellt. 1881 wurde mit Oberbonsfeld zum ersten Mal eine Gemeinde aus der Provinz Westfalen in die Rheinprovinz umgegliedert. 1888 erfolgte der Anschluss von Velbert an das Eisenbahnnetz. 1913 fand die Grundsteinlegung zum Langenberger Bürgerhaus statt und am 15. Januar 1927 ging der Sender Langenberg in Betrieb. Zwei Jahre später öffnete das Deutsche Schloss- und Beschlägemuseum.
1912 errichtete die Westfälische Berggewerkschaftskasse (WBK) Bochum im Schulgarten der Vossnacker Schule eine Magnetische Warte. Sie musste aufgrund der Industrialisierung der Umgebung mit ihren Eisenmassen und vagabundierenden Strömen aus den Oberleitungen der Straßenbahnen aus dem Bochumer Stadtgarten verlegt werden. Dem Hauptlehrer wurden die täglichen Messungen übertragen. Die Warte wurde 1946 stillgelegt, da der zunehmende Streckenausbau der Kohlegruben magnetische Messungen nahezu unmöglich machte.
Auf den Wallmichrather Höhen in Langenberg befand sich von 1928 bis 1952 ein Segelfluggelände, welches in den 1930er Jahren sowohl für die Stadt Langenberg als auch für den Segelflugsport von überregionaler Bedeutung war. 1928 begannen Segelflieger des „Luftfahrtverein Ruhrtal“ aus Kupferdreh mit der Fliegerei auf dem Wallmichrath. Es folgte der „Luftfahrtverein Essen-Oberhausen e. V.“ und weitere Fliegergruppen aus Langenberg, Velbert, Wuppertal und der Umgebung. Man flog durchweg mit so genannten Schulgleitern im Gummiseilstart. Auf dem Wallmichrath wurden zwei Fliegerheime mit Segelflugzeughallen errichtet und das Fluggelände infrastrukturell erschlossen. Fortan entwickelte sich der Wallmichrath zum beliebten Familienausflugsziel. Die Stadt Langenberg warb in den 1930er Jahren mit dem Slogan „Seide – Sender – Segelflug“ für ihre Berühmtheiten und Vorzüge.
1933 wurden die Luftsportvereine im Zuge der Gleichschaltung durch den Nationalsozialismus zusammengeführt und ab 1937 hatte dann das Nationalsozialistische Fliegerkorps (NSFK) die organisatorische Hoheit. Damit bekam die Segelflugausbildung einen vormilitärischen Charakter und der Weg vieler junger Segelflieger führte über das NSFK in die Wehrmacht-Luftwaffe.

#### Zweiter Weltkrieg
Verglichen mit den im Zweiten Weltkrieg schwer getroffenen und zerstörten umliegenden Städten des Ruhrgebiets und des Bergischen Landes (Wuppertal, Remscheid) wurde die Stadt trotz ihrer zahlreichen metallverarbeitenden Betriebe weniger stark angegriffen, dennoch kam es auch in Velbert, Langenberg und Neviges zu Zerstörungen durch den Bombenkrieg und zu Opfern unter der Zivilbevölkerung.
Die Luftwaffe betrieb von 1941 bis 1944 auf dem Rottberg eine Nachtscheinanlage zur Ablenkung feindlicher Bombenangriffe. Diese Anlage war eine vereinfachte Nachbildung der Krupp-Gussstahlfabrik in Essen, von der sie ablenken sollte. Die Scheinanlage war bis Anfang 1943 wirksam, bedeutete aber für die umliegenden Bauernhöfe eine permanente Gefahr. Nachdem die Anlage durch die alliierte Luftaufklärung erkannt worden war, wurde sie Anfang 1944 stillgelegt. Auf dem benachbarten Pollen wurde im Zusammenhang eine schwere Flakbatterie eingerichtet und betrieben.
Mindestens vier alliierte Bomber stürzten im Zweiten Weltkrieg über heutigem Velberter Gebiet ab: zwei in Langenberg, einer in Tönisheide und ein weiterer in Neviges. Bei allen vier Flugzeugen handelte es sich um viermotorige britische Bomber, in drei Fällen nachweislich um den Typ Handley Page Halifax mit einer siebenköpfigen Besatzung.
Am frühen Morgen des 24. Mai 1943 stürzte ein an einem Luftangriff auf Dortmund beteiligter viermotoriger Bomber in Tönisheide ab. Teile des Flugzeuges fielen auf das Haus Velberter Straße 148 (heute Nevigeser Straße 237). Das Haus wurde dabei völlig zerstört. Im Dachgeschoss kam ein Bewohner durch die Einwirkung des Absturzes ums Leben. Das Heck des Flugzeuges stürzte auf das Dach der Tönisheider Volksschule (heute Grundschule), wo es liegen blieb und einige Schäden verursachte. Bis heute konnte der exakte Nachweis, um welches konkrete Flugzeug es sich handelte, trotz intensiver Forschungen nicht erbracht werden. Zeitzeugenberichten zufolge ist anzunehmen, dass alle Flieger sich vor dem Absturz mit dem Fallschirm retten konnten.
Am frühen Morgen des 28. Mai 1943 stürzte eine kanadische Halifax auf dem Voßnacken in Langenberg ab, nachdem sie Essen angegriffen hatte. Das Flugzeug wurde von der Flak abgeschossen, vier Soldaten kamen dabei ums Leben. Von der Halifax HR-807 konnten 2013 durch ehrenamtliche Mitarbeiter des Amtes für Bodendenkmalpflege auf dem Voßnacken noch viele Teile gefunden werden. Diese waren vom 1. September 2013 bis Dezember 2014 im Rahmen der Dokumentation „Der Krieg vor unserer Haustür“ in der Heimatkundlichen Sammlung des Arbeitskreises Alt-Langenberg im alten Langenberger Rathaus ausgestellt.
Am Abend des 4. November 1944 stürzte eine australische Halifax im Windrather Tal in Neviges ab, nachdem sie Bochum angegriffen hatte. Das Flugzeug wurde von der Flak abgeschossen, es explodierte bereits in großer Höhe. Alle sieben Besatzungsmitglieder konnten das Flugzeug verlassen, dennoch kamen vier Soldaten in der Folge ums Leben. Der Pilot überlebte den Abschuss, obwohl er ohne Fallschirm aus dem Flugzeug geschleudert wurde. 2014 recherchierten ehrenamtliche Mitarbeiter des Amtes für Bodendenkmalpflege die Geschichte der Halifax LV-936, auch hier konnten Teile geborgen und der exakte Absturzort nachgewiesen werden. Zumindest ein Besatzungsmitglied fiel mit hoher Wahrscheinlichkeit einem Flieger-Lynchmord zum Opfer.
Am Abend des 21. November 1944 stürzte eine kanadische Halifax an der Brinker Höhe in Langenberg ab, nachdem sie Castrop-Rauxel angegriffen hatte. Das Flugzeug wurde von einem deutschen Nachtjäger abgeschossen, es explodierte bereits in der Luft über Langenberg. Fünf Soldaten kamen dabei ums Leben.
Auf dem Segelflugplatz auf den Wallmichrather Höhen wurde der Flugbetrieb durch das NSFK etwa bis 1943 aufrechterhalten, dann wurde dieser aufgrund der zunehmenden Kriegseinwirkungen eingestellt.

#### Zeit nach dem Zweiten Weltkrieg

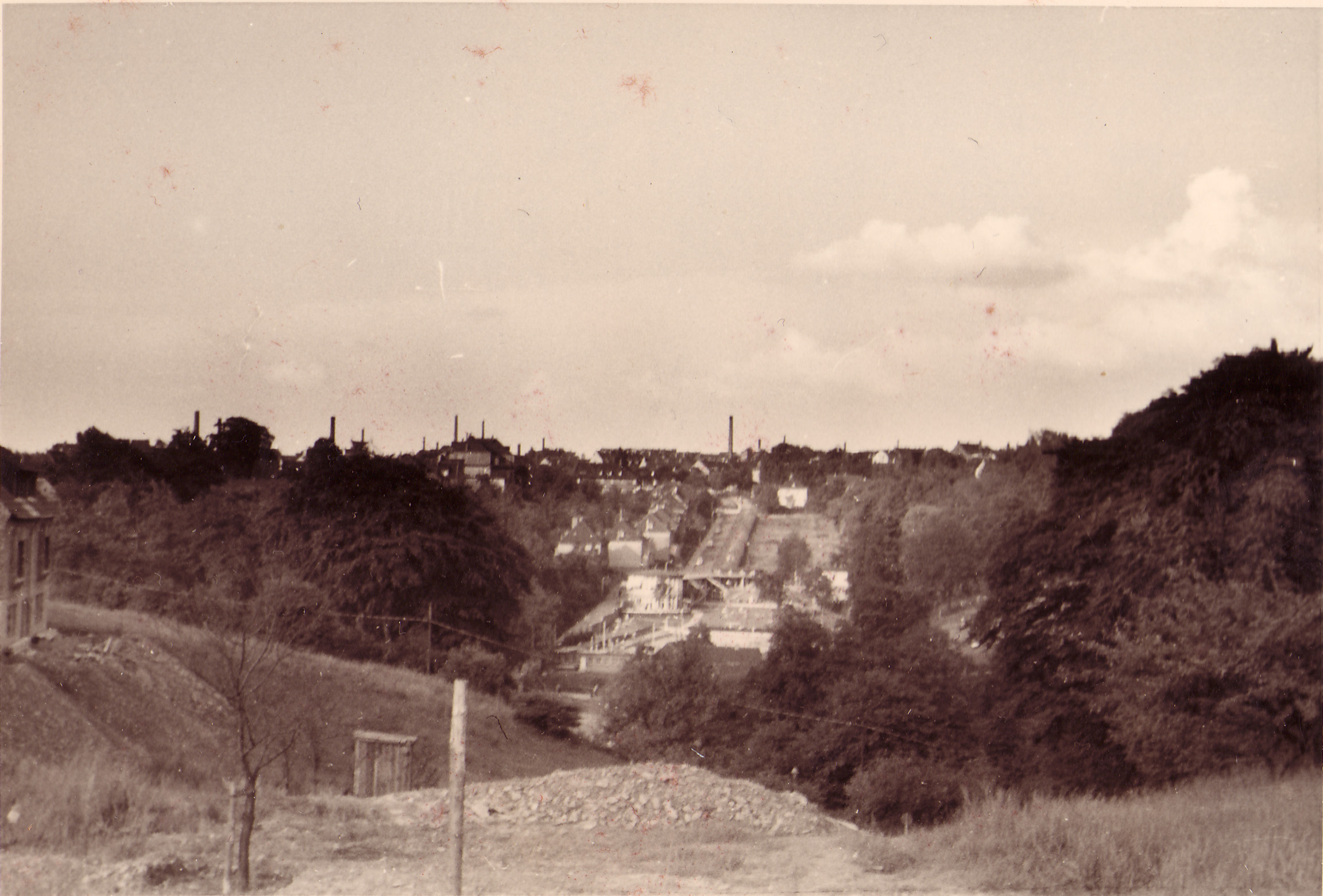
Blick auf Velbert von der Grünheide aus, ca. 1950

Am 14. Oktober 1951 wurde in Velbert die Westdeutsche Frauenfriedensbewegung (WFFB) gegründet.
1968 wurde die neue Wallfahrtskirche in Neviges fertiggestellt. Im Zuge der nordrhein-westfälischen Gemeindereform von 1974 wurden zum 1. Januar 1975 mit § 15 Düsseldorf-Gesetz die Städte Langenberg, Neviges und Velbert zur neuen Stadt Velbert zusammengeschlossen.
Zwecks Privatisierung der örtlichen Wohnungsbaugesellschaft (WOBAU) hatte die Velberter Bevölkerung die Möglichkeit, am 11. März 2007 in einem Bürgerentscheid darüber zu entscheiden, ob die Stadt weiterhin alleiniger Gesellschafter der WOBAU bliebe. Die Beteiligung lag aber nur bei 14,6 %; nach dem (vorläufigen) amtlichen Endergebnis vom 12. März sprachen sich lediglich 8.271 Bürger gegen eine Privatisierung aus. Um dies zu verhindern, hätte es 13.606 Stimmen oder eines Quorums von 20 % bedurft. Mit „Nein“ und damit für die Privatisierung stimmten 1.674 Bürger der Stadt. Damit war der Bürgerentscheid mangels Teilnahme der Stimmberechtigten gescheitert.

### Eingemeindungen und Zusammenschlüsse
- 1930: Der Ortsteil Kleinumstand der Gemeinde Siebenhonnschaften und ein 62 Hektar großer Teil von Kupferdreh
- Am 1. Januar 1975 wurden die drei Städte Neviges, Langenberg und Velbert zur neuen Stadt Velbert zusammengeschlossen.[14]

### Einwohnerentwicklung

Einwohnerentwicklung von Velbert von 1840 bis 2017 nach nebenstehender Tabelle. In Rot die Angaben der Stadt (s. u.)

Bis in das 19. Jahrhundert stieg die Einwohnerzahl von Velbert durch die zahlreichen Kriege, Seuchen und Hungersnöte nur langsam. Durch die nun beginnende Industrialisierung wuchs die Bevölkerung der Stadt sehr schnell. Lebten 1840 erst 758 Menschen in Velbert, so waren es 1900 bereits 17.000. Bis 1961 stieg die Einwohnerzahl auf über 50.000.
Am 1. Januar 1975 erreichte die Bevölkerungszahl von Velbert durch die Eingemeindung von Neviges (24.932 Einwohner 1974) und Langenberg (15.367 Einwohner 1974) mit 97.021 ihren historischen Höchststand. Am 31. Dezember 2011 betrug die „Amtliche Einwohnerzahl“ für Velbert nach Fortschreibung des Landesbetriebs Information und Technik Nordrhein-Westfalen 83.563 (nur Hauptwohnsitze und nach Abgleich mit den anderen Landesämtern).
Die folgende Übersicht zeigt die Einwohnerzahlen nach dem jeweiligen Gebietsstand. Dabei handelt es sich um Volkszählungsergebnisse (¹) oder amtliche Fortschreibungen des Statistischen Landesamtes. Die Angaben beziehen sich ab 1871 auf die „Ortsanwesende Bevölkerung“, ab 1925 auf die Wohnbevölkerung und seit 1987 auf die „Bevölkerung am Ort der Hauptwohnung“. Vor 1871 wurde die Einwohnerzahl nach uneinheitlichen Erhebungsverfahren ermittelt.
| Jahr | Einwohner |
| ---- | --------- |
| 1840 | 758 1     |
| 1855 | 1.180 1   |
| 1871 | 7.050 1   |
| 1880 | 8.800 1   |
| 1885 | 10.588 1  |
| 1890 | 13.932 1  |
| 1895 | 16.604 1  |
| 1900 | 16.691 1  |
| 1905 | 19.730 1  |
| 1910 | 23.134 1  |
| 1916 | 21.102 1  |
| 1917 | 21.277 1  |
| 1919 | 24.306 1  |

| Jahr | Einwohner |
| ---- | --------- |
| 1925 | 25.707 1  |
| 1933 | 29.699 1  |
| 1939 | 31.903 1  |
| 1945 | 35.353    |
| 1946 | 36.200 1  |
| 1950 | 41.421 1  |
| 1956 | 47.559 1  |
| 1961 | 51.512 1  |
| 1965 | 55.380    |
| 1970 | 55.411 1  |
| 1975 | 95.942 2  |
| 1980 | 93.056    |
| 1985 | 88.403    |

| Jahr | Einwohner |
| ---- | --------- |
| 1987 | 87.366 1  |
| 1990 | 89.253    |
| 1995 | 89.786    |
| 2000 | 89.782    |
| 2005 | 87.378    |
| 2007 | 86.121    |
| 2010 | 84.033    |
| 2011 | 81.192    |
| 2013 | 80.572    |
| 2016 | 81.822    |
| 2017 | 82.061    |
| 2022 | 82.445    |

Anmerkungen:
  

#### Einwohnerentwicklung der Stadtteile nach Angaben der Stadt

Einwohnerentwicklung der Stadtbezirke von Velbert von 1987 bis 2016 nach nebenstehender Tabelle

| Jahr | Gesamt | Mitte  | Langenberg | Neviges |
| ---- | ------ | ------ | ---------- | ------- |
| 1987 | 89.528 | 52.808 | 17.144     | 19.576  |
| 1988 | 88.020 | 52.748 | 15.777     | 19.495  |
| 1989 | 90.660 | 53.750 | 17.314     | 19.596  |
| 1990 | 90.904 | 53.719 | 17.464     | 19.721  |
| 1991 | 91.220 | 54.142 | 17.487     | 19.591  |
| 1992 | 91.866 | 54.381 | 17.682     | 19.803  |
| 1993 | 91.377 | 54.152 | 17.575     | 19.650  |
| 1994 | 91.131 | 54.097 | 17.336     | 19.698  |
| 1995 | 91.299 | 54.196 | 17.340     | 19.763  |
| 1996 | 91.638 | 54.466 | 17.466     | 19.706  |
| 1997 | 91.648 | 54.352 | 17.541     | 19.755  |
| 1998 | 91.287 | 53.988 | 17.538     | 19.761  |
| 1999 | 91.334 | 53.596 | 17.604     | 20.134  |
| 2000 | 91.067 | 53.388 | 17.550     | 20.129  |
| 2001 | 91.291 | 53.485 | 17.536     | 20.270  |
| 2002 | 90.957 | 53.256 | 17.394     | 20.307  |
| 2003 | 90.363 | 52.851 | 17.299     | 20.213  |
| 2004 | 89.932 | 52.743 | 17.052     | 20.137  |
| 2005 | 89.409 | 52.345 | 16.949     | 20.115  |
| 2006 | 89.073 | 52.134 | 16.853     | 20.086  |
| 2007 | 88.468 | 51.839 | 16.743     | 19.886  |
| 2008 | 87.809 | 51.665 | 16.532     | 19.612  |
| 2009 | 86.673 | 50.847 | 16.352     | 19.474  |
| 2010 | 86.098 | 50.396 | 16.311     | 19.391  |
| 2011 | 84.326 | 49.395 | 15.899     | 19.032  |
| 2012 | 83.849 | 49.022 | 15.838     | 19.989  |
| 2013 | 83.525 | 48.874 | 15.710     | 18.941  |
| 2014 | 83.247 | 48.808 | 15.669     | 18.770  |
| 2015 | 83.254 | 48.808 | 15.600     | 18.846  |
| 2016 | 84.152 | 49.588 | 15.613     | 18.950  |
| 2019 | 84.976 | 50.501 | 15.842     | 18.633  |
| 2020 | 84.363 | 50.210 | 15.637     | 18.516  |

## Politik

### Stadtrat

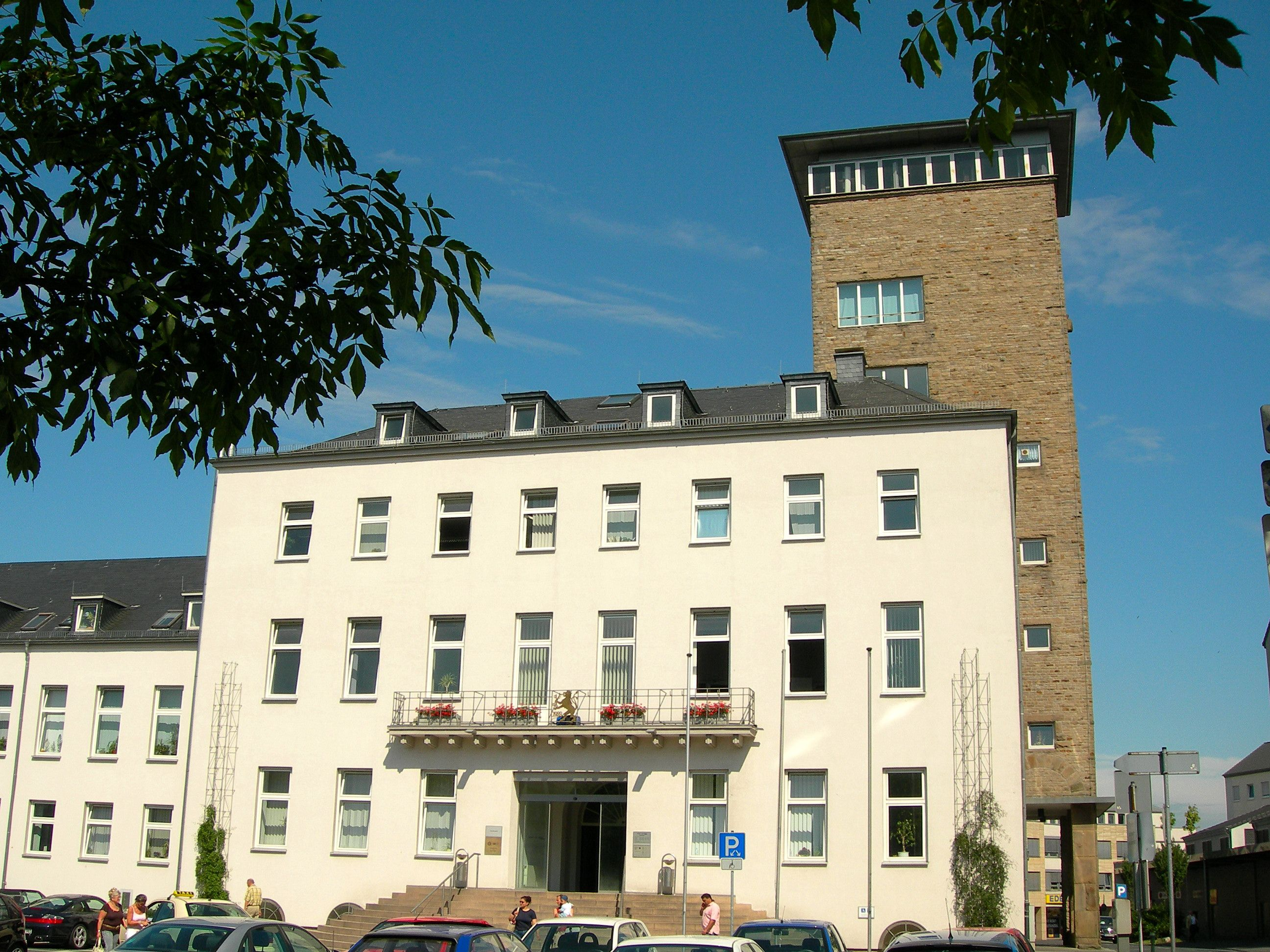
Rathaus Velbert (erbaut 1927)

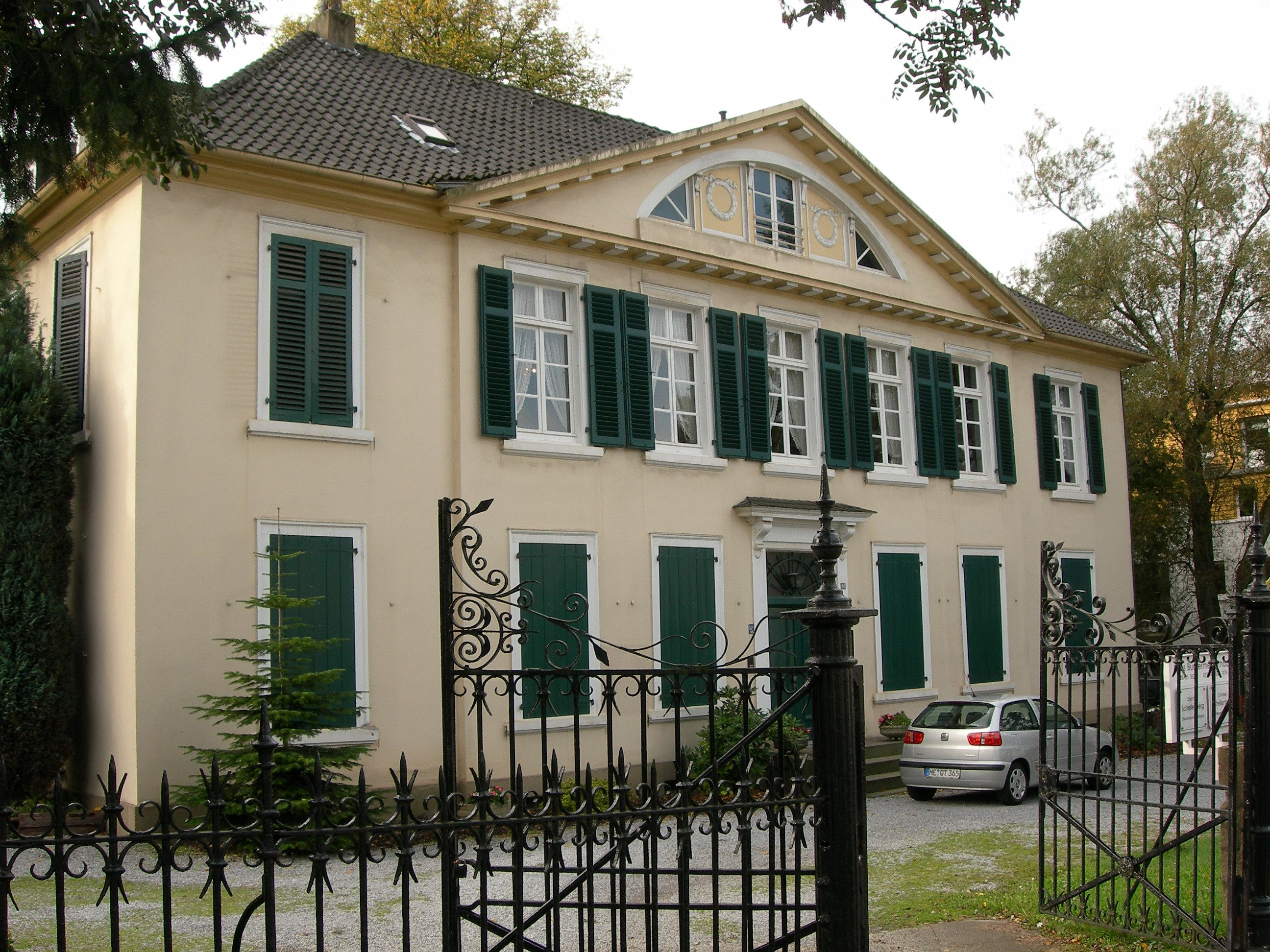
„Bürgermeisterhaus“, Amtssitz von Dr. Tweer von 1926 bis 1945

| Partei         | 2004  | 2004  | 2009  | 2009  | 2014 | 2014  | 2020 | 2020  |
| Partei         | %     | Sitze | %     | Sitze | %    | Sitze | %    | Sitze |
| -------------- | ----- | ----- | ----- | ----- | ---- | ----- | ---- | ----- |
| CDU            | 38,12 | 22    | 35,36 | 23    | 34,6 | 21    | 30,4 | 21    |
| SPD            | 28,58 | 17    | 23,99 | 16    | 27,1 | 17    | 17,4 | 12    |
| Velbert anders | 12,12 | 7     | 9,22  | 6     | 6,6  | 4     | 5,3  | 4     |
| Die Grünen     | 7,14  | 4     | 9,50  | 6     | 10,8 | 7     | 21,0 | 15    |
| FDP            | 5,43  | 3     | 7,16  | 5     | 4,1  | 3     | 4,5  | 3     |
| UVB            | 4,34  | 3     | 5,57  | 4     | 5,3  | 3     | 7,5  | 5     |
| Die Linke      | 4,27  | 2     | 6,15  | 4     | 5,4  | 3     | 3,8  | 3     |
| SLB            | –     | –     | 3,04  | 2     | 1,8  | 1     | –    | –     |
| Neues Velbert  | –     | –     | –     | –     | 1,8  | 1     | –    | –     |
| Piraten        | –     | –     | –     | –     | 2,5  | 2     | 3,8  | 3     |
| AfD            | –     | –     | –     | –     | –    | –     | 6,4  | 4     |

### Bürgermeister
Vorsitzender des Rates und Leiter der Verwaltung ist der hauptamtliche Bürgermeister Dirk Lukrafka (CDU). Er wird durch die hauptamtlichen Beigeordneten vertreten, die der Rat jeweils für die Dauer von acht Jahren wählt.
Der hauptamtliche Bürgermeister wird bei seinen repräsentativen Aufgaben von der ersten stellvertretenden Bürgermeisterin Esther Kanschat (Die Grünen), dem zweiten stellvertretenden Bürgermeister Emil Weise (CDU) und der dritten stellvertretenden Bürgermeisterin Barbara Wendt (SPD) unterstützt.
- 1961–1967: Hans Otto Bäumer (SPD)
- 1967–1969: Franz Waider (SPD)
- 1969–1984: Heinz Schemken (CDU)
- 1984–1989: Klaus Mühlhoff (SPD)
- 1989–1998: Heinz Schemken (CDU)
- 1998–1999: Bernd Tondorf (CDU)
- 1999–2004: Hanns-Friedrich Hörr (CDU)
- 2004–2014: Stefan Freitag (parteilos)
- seit 2014: Dirk Lukrafka (CDU)

Eine vollständige Auflistung der Velberter Stadtoberhäupter findet sich unter Liste der Bürgermeister von Velbert.

### Wappen, Flagge, Banner und Logo
Die Stadt führt ein Stadtwappen, eine Flagge, ein Banner ein Dienstsiegel sowie ein Logo. Das Recht zur Führung eines Wappens ist der Stadt durch König Wilhelm I. von Preußen (war ab 1871 gleichzeitig Deutscher Kaiser) 1882 verliehen worden; am 21. Juni 1976 wurde es durch den Regierungspräsidenten in Düsseldorf erneut und um Flagge, Banner und Dienstsiegel ergänzt.

Wappen
Wappen der ehemaligen Stadt Langenberg
Wappen der ehemaligen Stadt Neviges
Wappen der Stadt Velbert 1882–1975
Flagge
Banner
Logo

#### Wappen
Blasonierung: „In Rot ein gestürzter silberner (weißer) Schlüssel, den Knauf mit einem grünen Eichelblatt, den linksgerichteten Bart mit einem schwarzen Doppelsparren belegt.“
Das alte Wappen war bis zur nordrhein-westfälischen Gemeindereform am 1. Januar 1975 gültig. Es zeigt den Bergischen Löwen (roter Löwe im silbernen Feld) der Grafen und späteren Herzöge von Berg. Der Bergische Löwe wurde vom limburgischen Löwen abgeleitet. Unterscheidungsmerkmal zwischen beiden Wappen war die blaue Bewehrung und die blaue Krone des bergischen Löwen. Der Löwe des Stadtwappens hielt Schlüssel in seinen Klauen, die das in Velbert alteingesessene Schlosserhandwerk symbolisieren.
Darauf verweist auch das neue Wappen, das seit dem 1. Januar 1975 für die aus dem alten Velbert und den ehedem selbständigen Städten Neviges und Langenberg zusammengefasste neue Stadt Velbert gültig ist. Das Eichenlaub nimmt dabei heraldisch auf die Langenberger Eiche, der Schlüsselbart auf das Nevigeser Wappen der Herren von Hardenberg Bezug. Ein Hinweis auf die historische Zugehörigkeit zum Herzogtum Berg fehlt in dem neuen Velberter Stadtwappen.

#### Flagge und Banner
Die Stadtflagge ist quergestreift rot-weiß-rot im Verhältnis 1 : 4 : 1 mit dem zur Stange verschobenen Wappenschild der Stadt in der Mitte der mittleren Bahn.
Das Stadtbanner ist rot-weiß-rot längsgestreift im Verhältnis 1 : 4 : 1 mit dem Wappenschild der Stadt leicht über die Mitte nach oben verschoben auf der mittleren Bahn.

### Städtepartnerschaften
Seit 1965 befindet sich Velbert in einer Städtepartnerschaft mit dem französischen Châtellerault, seit 1966 mit dem britischen Corby. Im Jahre 1979 schlossen sich diese drei Städte zu einer seltenen Dreierpartnerschaft zusammen. Velbert verbindet eine freundschaftliche Beziehung mit Hacıbektaş in der Türkei. 2012 wurde mit der griechischen Stadt Igoumenitsa ebenfalls eine Städtepartnerschaft vereinbart. Am 9. April 2019 hat der Rat der Stadt Velbert zwei weiteren Städtepartnerschaften zugestimmt, mit Morąg in Polen und Podujeva im Kosovo.

## Religionen

### Konfessionsstatistik
Anfang Januar 2022 gehörte die Velberter Bevölkerung zu 26 % der evangelischen Landeskirche an, zu 24,3 % der römisch-katholischen Kirche und 50 % der Bevölkerung gehörten anderen oder keiner Religionsgruppe an. Die Zahl der Christen ist seit dem Zensus von 2011 gesunken. Gemäß dem Zensus 2011 waren 33,8 % der Einwohner evangelisch, 27,1 % römisch-katholisch und 39,1 % waren konfessionslos, gehörten einer anderen Glaubensgemeinschaft an oder machten keine Angabe.

### Religionsgemeinschaften

#### Römisch-katholische Kirche
Für die römisch-katholischen Bewohner bestehen in Velbert zwei Pfarreien: Velbert-Mitte und Langenberg gehören zur Pfarrgemeinde St. Michael und St. Paulus, Neviges bildet zusammen mit Tönisheide die Pfarrgemeinde „Maria, Königin des Friedens“.
Neviges ist ein bedeutender Marienwallfahrtsort, dessen Mittelpunkt der Mariendom von Gottfried Böhm ist. Die Wallfahrt zum Gnadenbild der Unbefleckten Empfängnis besteht seit 1681. Sie wird insbesondere von Pilgern des Erzbistums Köln, des Bistums Essen und aus dem Ruhrgebiet frequentiert.

#### Evangelische Kirche und Freikirchen
Die evangelische Kirche besteht aus mehreren freien Gemeinden und aus den landeskirchlichen Gemeinden Velbert, Neviges, Langenberg, Velbert-Dalbecksbaum und Tönisheide. Diese sind im Kirchenkreis Niederberg organisiert.
In Neviges befindet sich seit der Mitte des 20. Jahrhunderts das Diakonissen-Mutterhaus Bleibergquelle.
In Velbert-Mitte gibt es mehrere evangelische Freikirchen:
- Adventgemeinde Velbert
- Christus Gemeinde Velbert e. V. (bis 2018 Christliche Gemeinschaft e. V.)[27]
- Evangelisch-Freikirchliche Gemeinde
- Evangelisch-methodistische Kirche
- Freie evangelische Gemeinde

Zusammen mit der Evangelischen Kirchengemeinde Velbert sind diese Gemeinden in der „Evangelischen Allianz Velbert-Mitte“ verbunden.

#### Griechisch-orthodoxe Kirche
Durch Zuwanderung kamen Mitte des 20. Jahrhunderts griechisch-orthodoxe Christen nach Velbert. Diese haben sich zu der Kirchengemeinde Agios Dimitrios (Hl. Dimitrios) zusammengeschlossen. Das Gemeindezentrum mit Kapelle befindet sich im Am Lieversholz 47 (Velbert-Mitte).

#### Weitere
Neuapostolische Kirche: In Velbert gibt es drei Gemeinden der Neuapostolischen Kirche: Die Gemeinde Velbert-Mitte, Velbert-West und Velbert-Langenberg.
Jehovas Zeugen: In Velbert gibt es eine deutschsprachige Versammlung von Jehovas Zeugen. Seit 2016 werden die Zusammenkünfte dieser Versammlung allerdings im Wülfrather Königreichssaal abgehalten.
Islam: In Velbert gibt es vier muslimische Gemeinden, die untereinander nicht verbandlich organisiert sind. Sie sind gemäß der nationalen Zugehörigkeit ihrer Mitglieder als türkische, kurdische und sonstige Moscheevereine organisiert.
Judentum: Eine jüdische Gemeinde gibt es heute nicht mehr. Der jüdische Friedhof in Neviges zeugt jedoch von der alten jüdischen Gemeinde, die ab dem 19. Jahrhundert in Velbert ansässig war.

## Bildung

### Bibliotheken und Archive

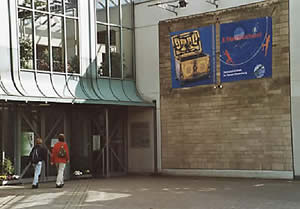
Stadtbücherei Velbert im Forum Niederberg

Die Stadtbücherei Velbert, gegründet 1905, versorgt jährlich über 190.000 Menschen mit Informationen. Die Zentralbibliothek Velbert Mitte befindet sich seit Januar 2020 für eine Übergangszeit in der Fußgängerzone Velberts. In den Stadtteilen Neviges und Langenberg gibt es Zweigstellen.
Das Stadtarchiv Velbert ist im Rathaus untergebracht.

### Schulen
Velbert hat 17 Grundschulen, drei Förderschulen, eine Hauptschule, eine Realschule, drei Gymnasien, drei Gesamtschulen, zwei Berufskollegs und eine Waldorfschule.
Im Kreis Mettmann ist das Geschwister-Scholl-Gymnasium das einzige Gymnasium mit Ganztagskonzeption und die Volkshochschule Velbert/Heiligenhaus die größte Volkshochschule.

### Kindertagesstätten
In Velbert gibt es 50 Kindertagesstätten mit zurzeit rund 3.082 Plätzen, davon sind 723 Plätze für Kinder unter 3 Jahren.

## Kultur und Sehenswürdigkeiten

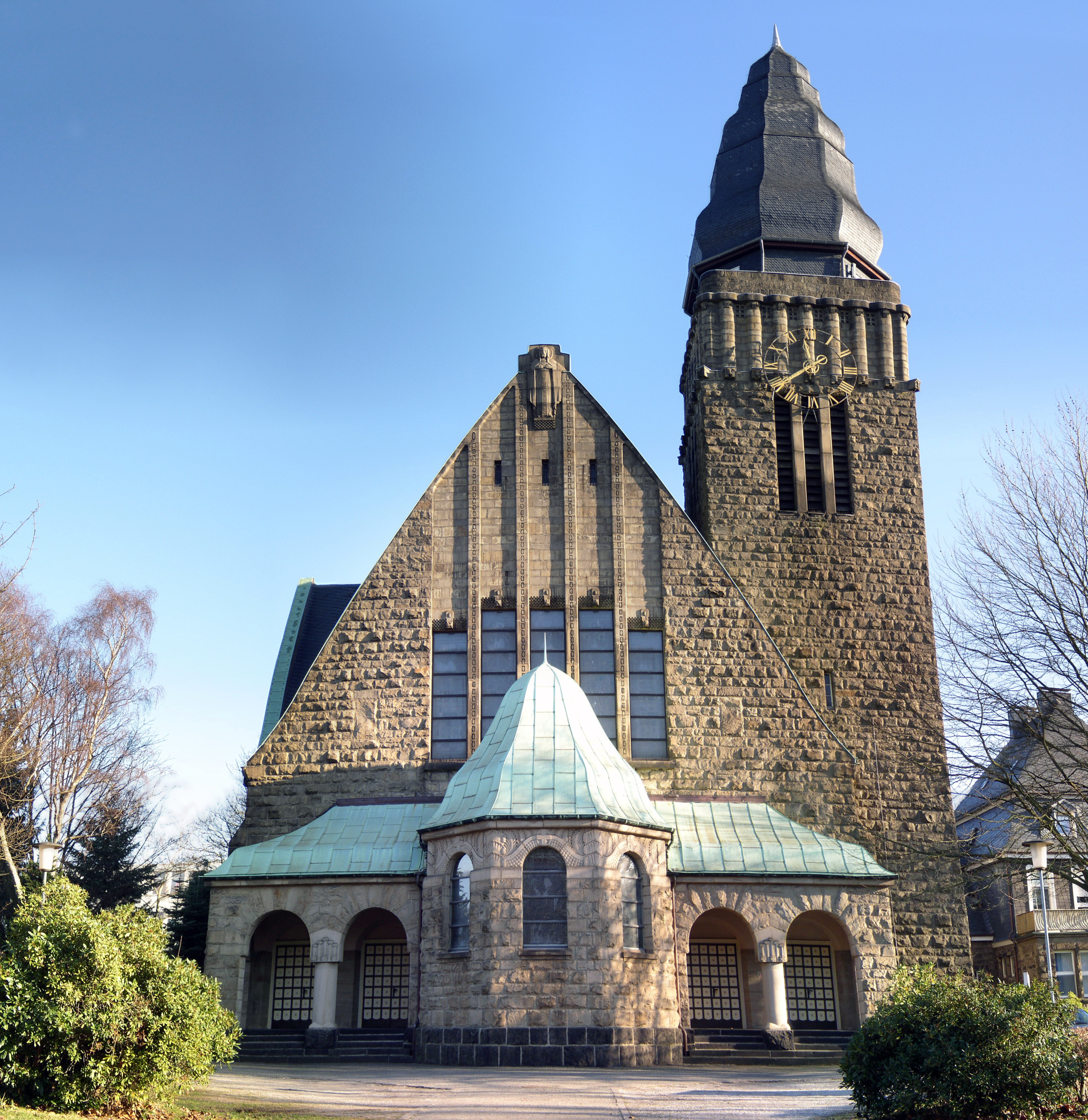
Christuskirche, Velbert-Mitte

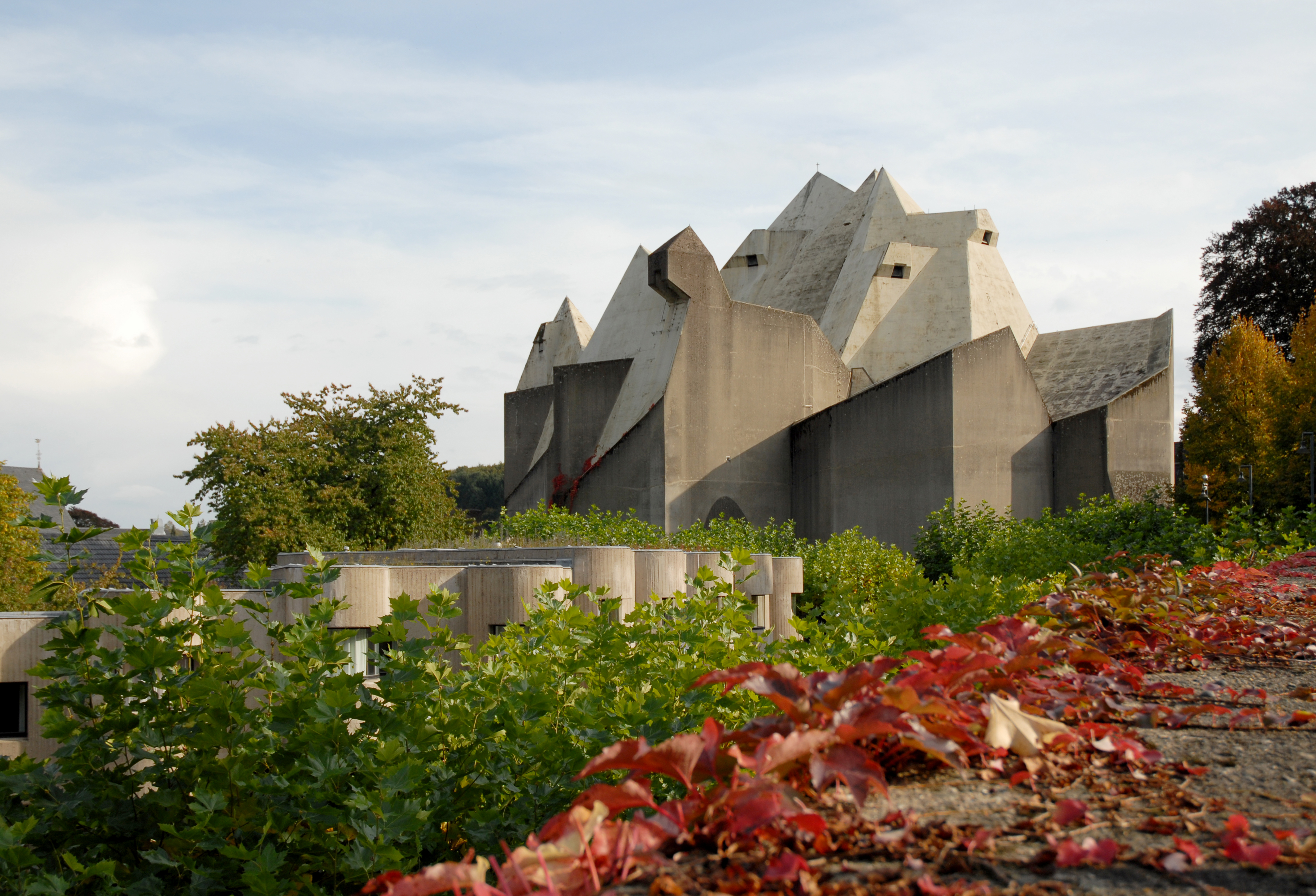
Wallfahrtskirche Mariendom

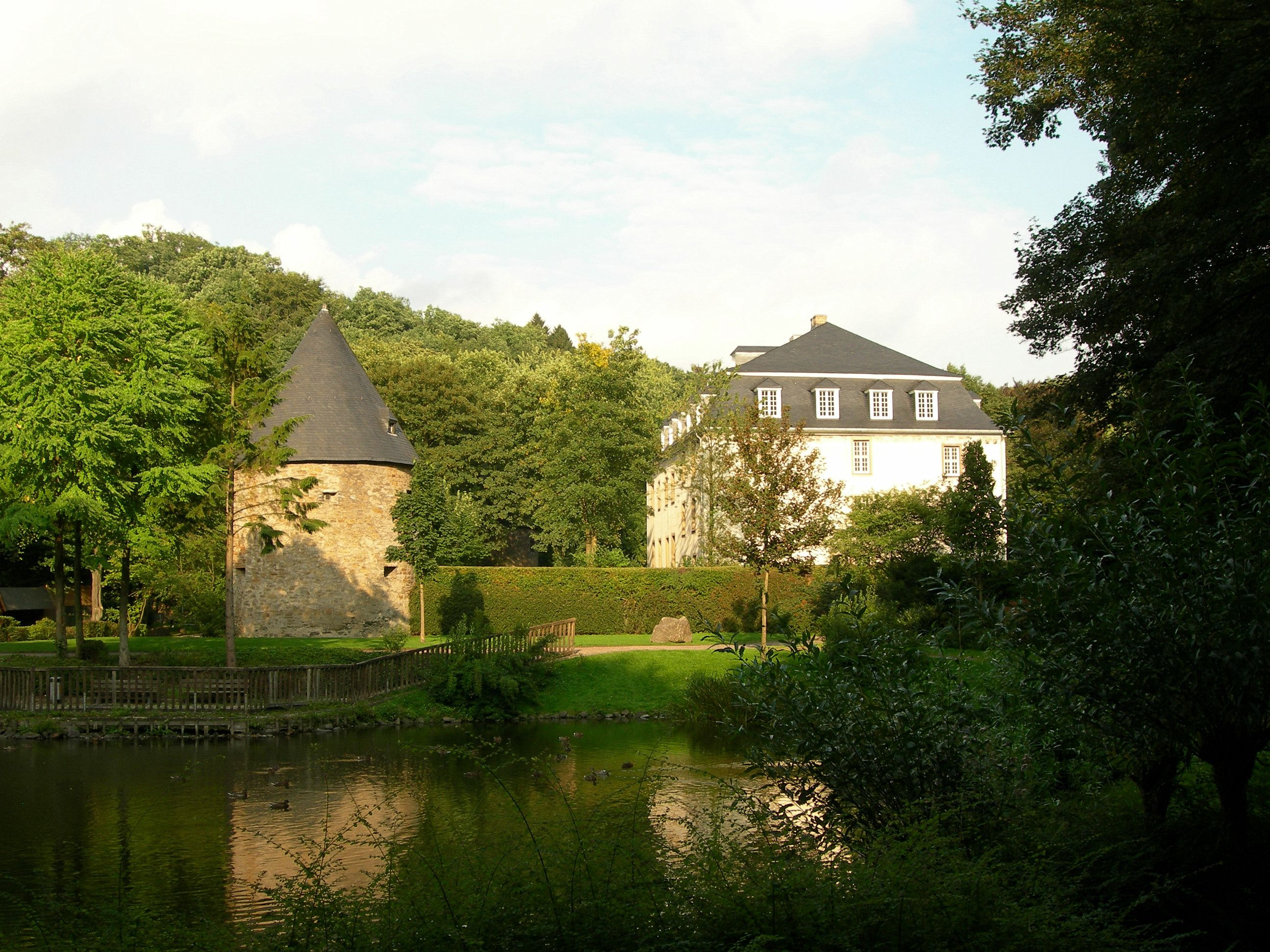
Schloss Hardenberg

### Theater
Die größte Veranstaltungsstätte der Stadt Velbert ist das im September 2023 wiedereröffnete Forum Velbert (ehem. Forum Niederberg), dem bis dato kulturellen Mittelpunkt Velberts. Nebst einer großen Theaterbühne befindet sich dort auch ein zweiteiliger Mehrzwecksaal, der Europasaal heißt. Darüber hinaus befinden sich städtische Bühnen bzw. Veranstaltungsstätten in der Vorburg des Schlosses Hardenberg in Neviges und im Historischen Bürgerhaus Langenberg. Der Städtische Eigenbetrieb „Kultur- und Veranstaltungsbetrieb Velbert“ mit seiner Marke „Kulturloewen“ bespielt die obengenannten Häuser.

### Museen
Das Deutsche Schloss- und Beschlägemuseum befindet sich seit dem Jahre 2023 in einem Neubau nebst der Villa Herminghaus. In der neu konzipierten und multi-Medial aufbereiteten Dauerausstellung werden rund 1000 Exponate präsentiert, die die Geschichte von Schlössern und Beschlägen der Menschheitsgeschichte widerspiegeln.

### Bauwerke
- Die von den Architekten Carl Krieger (Außengestaltung) und Franz Brantzky (Innenraumgestaltung) entworfene und 1910 eingeweihte Christuskirche im Zentrum Velberts stellt ein museales und denkmalpflegerisches Kleinod des Jugendstils im evangelischen Kirchenbau dar.
- Die Wallfahrtskirche „Mariendom“ in Neviges, 1968 vom Architekten Gottfried Böhm geschaffen, zählt zu den wichtigsten Zeugnissen moderner Architektur in Deutschland.
- Schloss Hardenberg in Velbert-Neviges.
- Rittergut der Familie von Nederhove in Velbert-Nierenhof
- Historische Stadtkerne in Langenberg und Neviges
- Das Historische Bürgerhaus Langenberg
- Event-Kirche in Velbert-Langenberg. Julius Carl Raschdorff (1823–1914) ließ die Kirche im neugotischen Stil erbauen. Als Dom-Baumeister schuf er später auch den Berliner Dom.
- WDR-Rundfunksender Langenberg (303,7 Meter und 170 Meter hoch).
- Der Bismarckturm in Langenberg (Erbaut von 1904 bis 1905) ermöglicht einen Blick über das Bergische Land
- Villa Petershall, erbaut zwischen 1877 und 1879 von dem Textilfabrikanten David Peters III., Architekt: Julius Carl Raschdorff

### Sport

#### Sportvereine und Sportstätten
- Der bedeutendste Fußballverein vor Ort ist die SSVg Velbert, die in der Oberliga Niederrhein spielt, 2015/16 und 2023/24 war der Verein in der Regionalliga West aktiv. Der Klub gehört zu den ältesten Fußballvereinen der Region. In der jüngeren Vergangenheit nahm er mehrfach am DFB-Pokal teil; in den 1930er und späten 1960er Jahren spielte er in der zweithöchsten deutschen Spielklasse. Heimspielstätte ist die IMS-Arena.
- Einer der ältesten Sportvereine der Stadt ist der TVD Velbert, der bereits im Jahre 1870 gegründet wurde. Er ist insbesondere wegen seiner Handball- und Fußballabteilungen bekannt. Im Fußball spielt die erste Seniorenmannschaft der Männer des Vereins seit 2019 in der Oberliga Niederrhein.
- Im Mai 2003 gab es eine Fusion zweier Fußballvereine. Der SV Borussia 06 und die TVG Langenhorst fusionierten zum Sportclub Velbert. Die Seniorenmannschaften spielen in Landes-, Bezirks- und Kreisliga. Auch hier spielt die erste Seniorenmannschaft der Männer in der Oberliga Niederrhein.
- Seit dem 25. Februar 2011 gibt es in Velbert einen weiteren Fusionsverein, den SV Union Velbert 2011, der aus den Sportvereinen TuS Neviges und FC Tönisheide hervorgegangen ist.
- In Velbert gibt es mehrere aktive Tanzsportvereine. Das TSZ Velbert tanzte in der 1. Bundesliga der lateinamerikanischen Formationen. Er stellte 1986, 1988, 1989 und 1990 den Weltmeister, 1986–1990 den Europameister sowie 1986 den deutschen Meister in dieser Disziplin (mehrmals Vizemeister). Nach dem Rückzug des Vereins aus dem Formationstanzsport ging aus der Lateinformation das 1. TSZ Velbert hervor. Im Formationstanzen ist die Velberter Rose als Figur bekannt.
- Der Velberter Boxclub wurde in den Jahren 1971, 2003, 2004, 2005, 2006, 2007, 2008, 2009, 2010, 2011, 2012 und 2013 Deutscher Meister. Seine (damaligen) Vereinsmitglieder Vitali Tajbert und Rustam Rahimov konnten bei den Olympischen Sommerspielen 2004 in Athen Bronzemedaillen erringen.
- Der BSV Velbert (Billard-Sportverein) spielt in der ersten Billard-Bundesliga. In den 1980er Jahren gewann er fünfmal die deutsche Meisterschaft, 2007 und 2009 wurde der BSV Deutscher Pokalsieger der Mannschaften im Dreiband.
- Bowling: Der Bowling-Sport-Verein (BSV Velbert) spielt in der Saison 2008/2009 in der NRW-Liga.
- Inline-/Skaterhockey: Die Commanders Velbert spielten seit ihrem Abstieg aus der 1. Inline-Skaterhockey Bundesliga im Jahr 2004 zunächst in der Süd- jetzt in der Nordgruppe der 2. Bundesliga. Die Jugend und auch die Junioren spielen in der 2. Liga der ISHD in ihrer Altersklasse.
- Die Basketballerinnen der Velberter SG, die „Velbert Baskets“, spielen in der Saison 2018/2019 in der Oberliga, die Herrenmannschaften beide in der Kreisliga. Dazu kommen zwei U12- und eine U16-Mannschaft, jeweils in der Kreisliga.
- Handball: Die Velberter SG und der TV Heiligenhaus bilden seit der Saison 2012/2013 die HSG Velbert/Heiligenhaus. Somit ist die HSG neben dem Traditionsverein TVD Velbert der größte Handballverein mit Mannschaften in Kreis-, Bezirks- und Landesliga und einer enormen Jugendabteilung, deren Teams z. T. im hochklassigen Oberliga-Handball vertreten sind.
- Der Schwimmverein Neviges besteht seit dem 28. Oktober 1974 und wurde als Reaktion auf den Bau des Nevigeser Schwimmbads gegründet. Neben der Schwimmausbildung ist der Verein im Wettkampfsport aktiv; sowohl Herren- als auch Damenteam waren zeitweilig in der 2. Bundesliga vertreten. Herausragende sportliche Erfolge waren die Auszeichnung zum Vize-Europameister in der Lagen-Mixed-Staffel und der Gewinn einer Bronzemedaille 1995 im italienischen Riccione durch die Freistilstaffel.
- Der Klettergarten in Velbert-Langenberg. Direkt neben dem Bismarckturm gibt es ca. 60 Kletterstationen.

#### Inklusion
2021 bewarb sich die Stadt als Host Town für die Gestaltung eines viertägigen Programms für eine internationale Delegation der Special Olympics World Summer Games 2023 in Berlin. 2022 wurde sie als Gastgeberin für Special Olympics Jordanien ausgewählt. Damit wurde sie Teil des größten kommunalen Inklusionsprojekts in der Geschichte der Bundesrepublik mit mehr als 200 Host Towns.

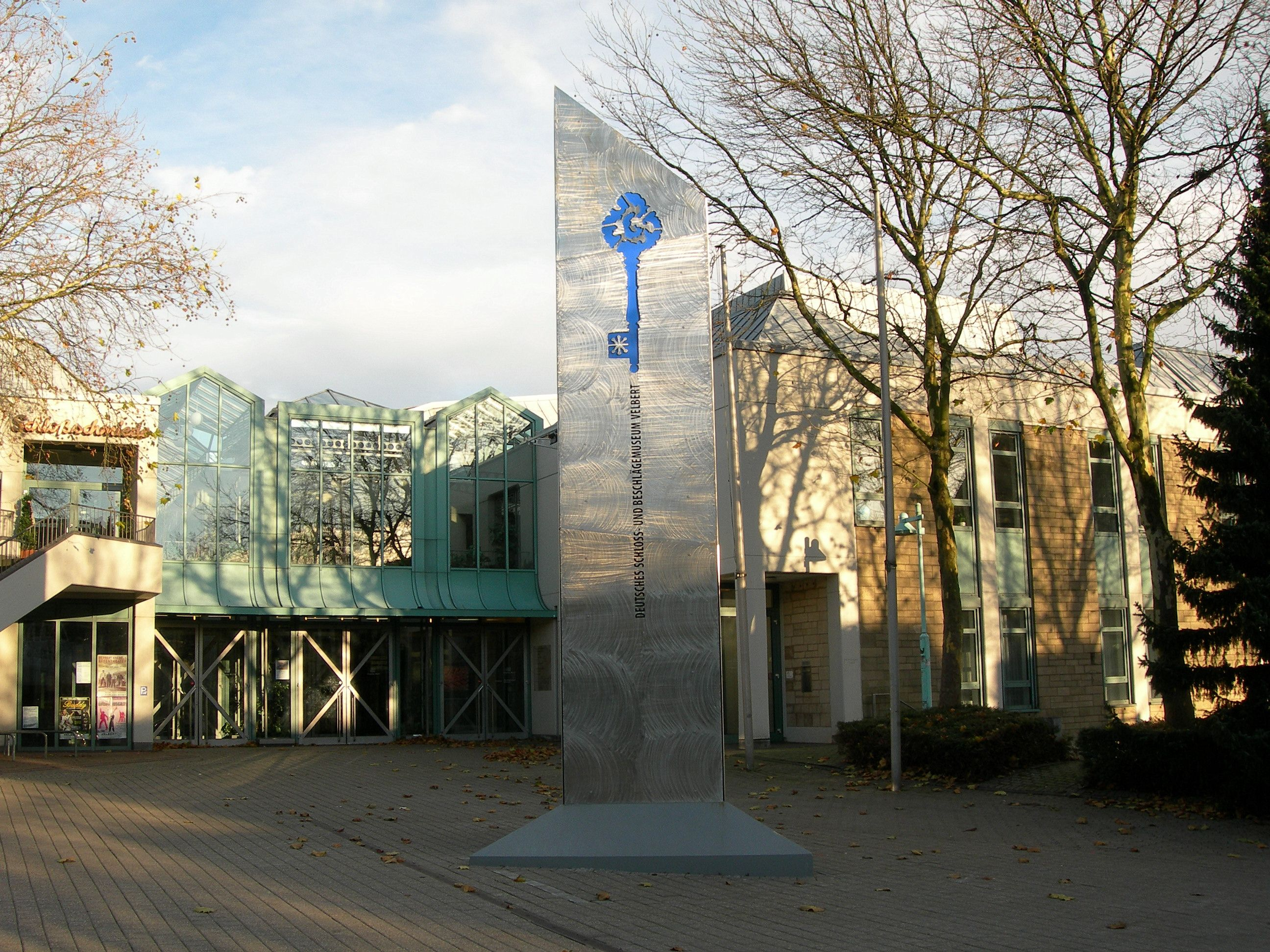
Forum Niederberg

### Weitere Vereine
Der Velberter Männerchor 1863 e. V. tritt regelmäßig im Forum Niederberg in Velbert auf. Die Weihnachtskonzerte finden meist in der Christuskirche in Velbert statt.

## Wirtschaft und Infrastruktur

### Wirtschaft

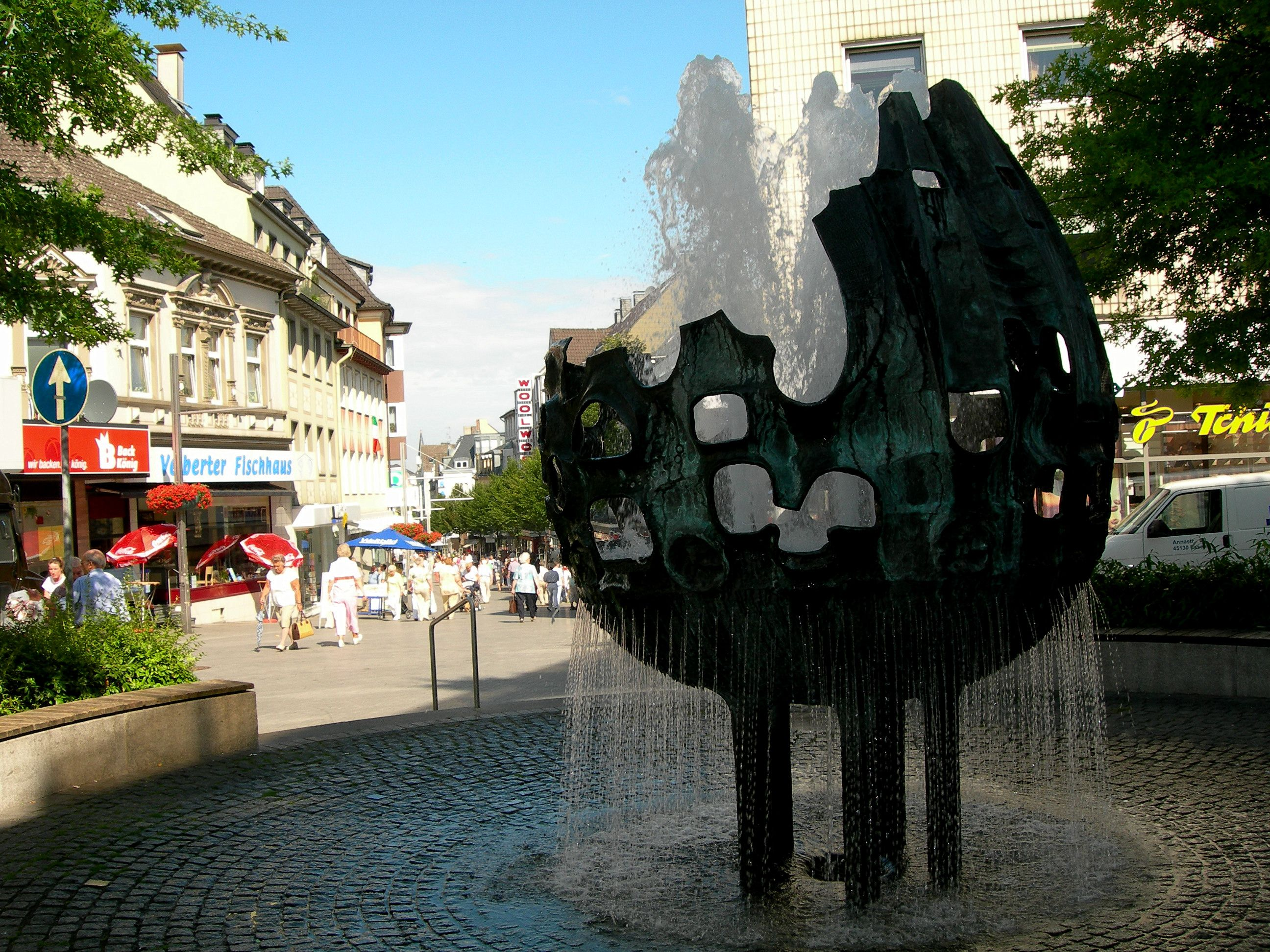
Fußgängerzone Velbert-Mitte mit Münzbrunnen

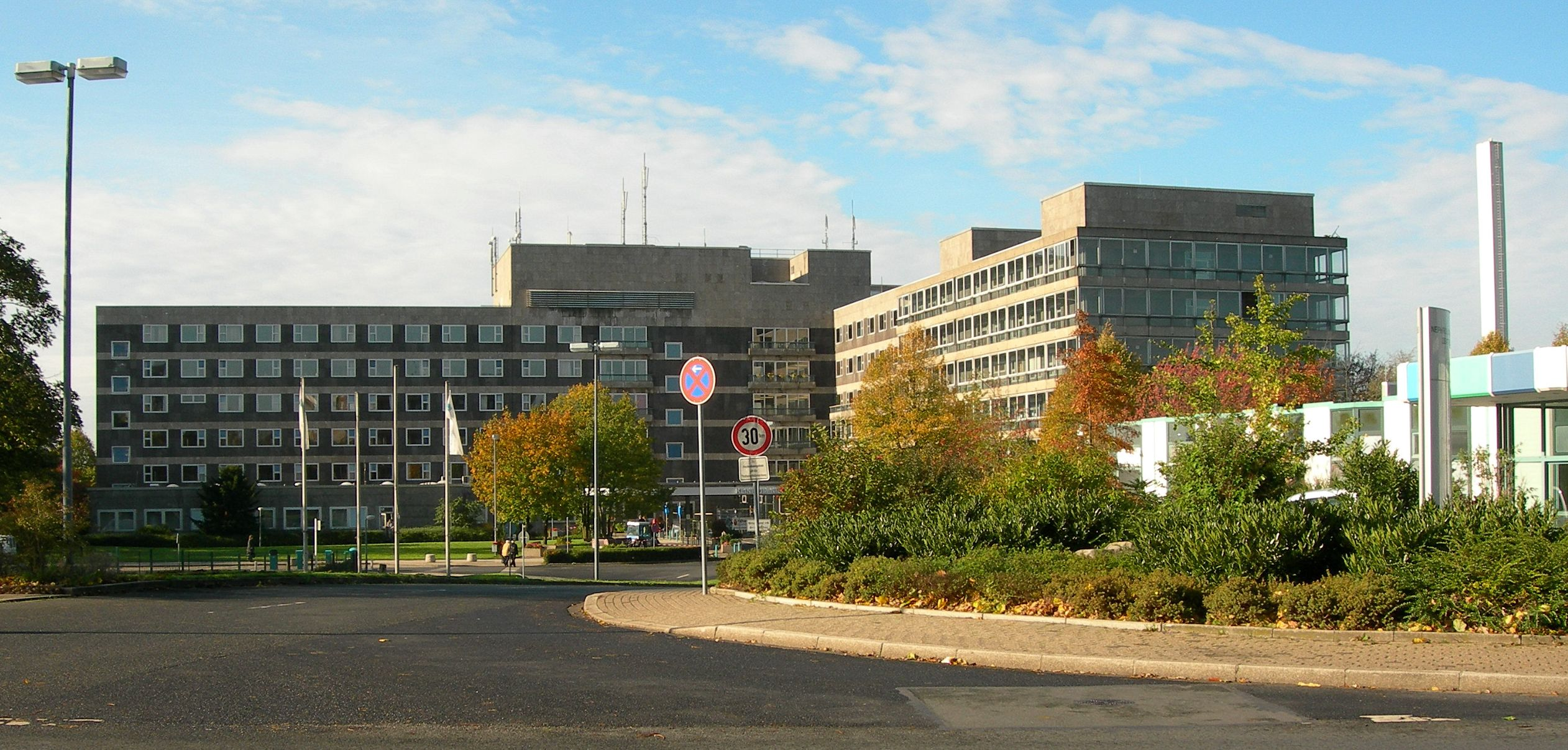
Helios-Klinikum Niederberg

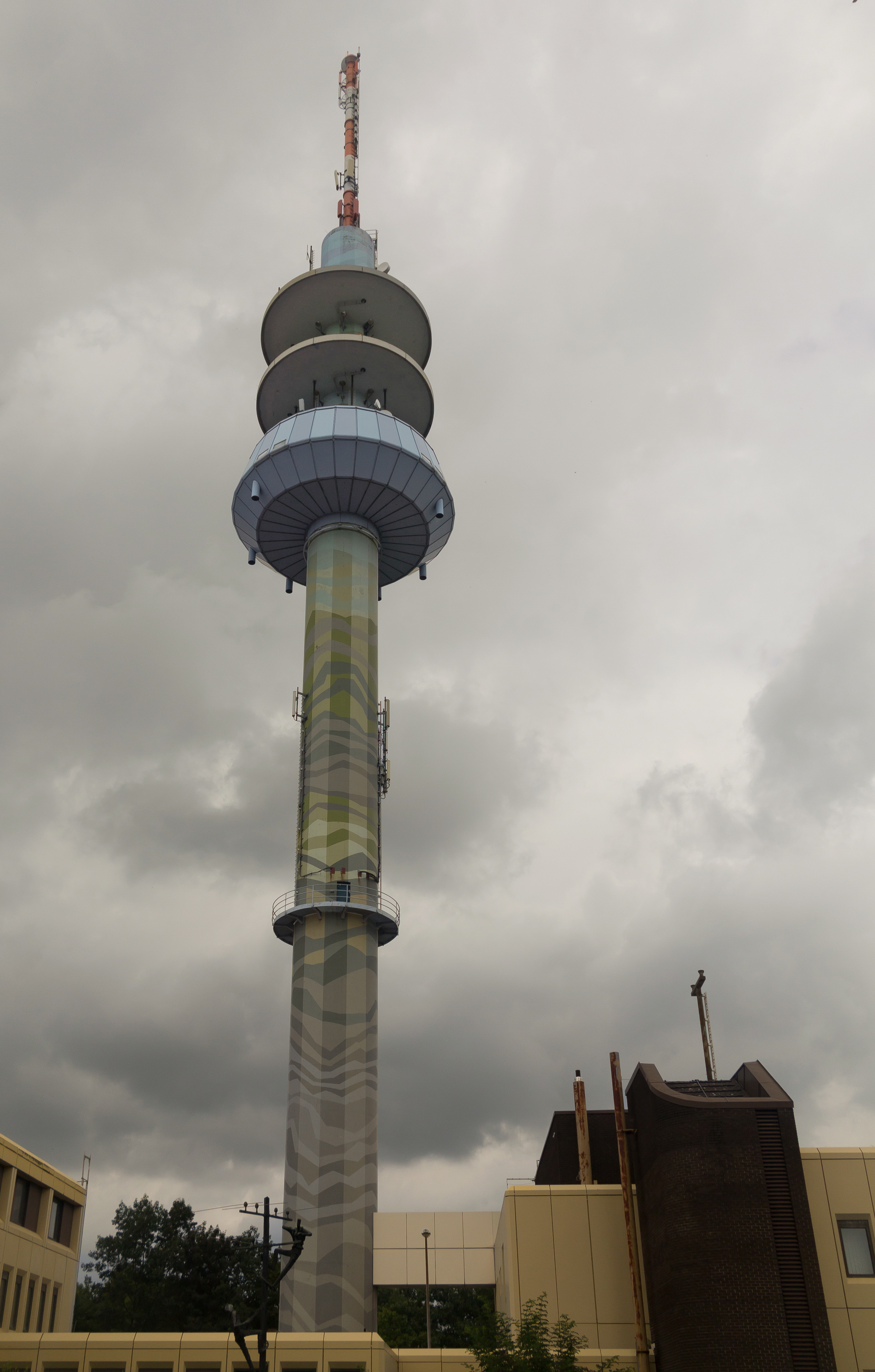
Fernmeldeturm Telebert

Industriell bekannt ist Velbert als Zentrum der Herstellung von Schlössern und Beschlägen in der Schlüsselregion Velbert/Heiligenhaus. Hauptsächlich werden diese in mittelständischen Unternehmen erzeugt.
Größtes Krankenhaus der Stadt ist das aus dem Städtischen Krankenhaus Velbert hervorgegangene Helios Klinikum Niederberg, das über medizinische Abteilungen für Kardiologie, Gastroenterologie, Chirurgie, Urologie, Pädiatrie, Gynäkologie und Geburtshilfe sowie Psychiatrie und Psychotherapie verfügt. 1978 erbaut, ist es seit 2016 im Besitz der Helios Kliniken. In der Psychiatrie kommt dem Krankenhaus die Regionalversorgungspflicht für die Städte Velbert, Heiligenhaus und Wülfrath zu.
In Langenberg besteht ein Fachkrankenhaus für Suchterkrankungen.
Im Bereich des Landgerichtes Wuppertal ist das Amtsgericht Velbert für die Gemeinden Velbert und Heiligenhaus zuständig.

### Ansässige Unternehmen
- Die Sicherheitstechnik-Unternehmen Huf Hülsbeck & Fürst, BKS, Witte Automotive und CES sind derzeit die größten Betriebe in der Stadt. Auch die Fa. Silca aus Vittorio Veneto in Italien hat hier ihre Deutschland-Zentrale. Weitere Unternehmen wie die KFV Karl Fliether GmbH & Co. KG und die WILKA Schließtechnik GmbH haben hier ihren Sitz ebenso der Fachverband Schloss- und Beschlagindustrie e. V.
- Die Erbslöh-Gruppe, ansässig in Velbert-Neviges, ist seit 1842 in der Aluminium-Verarbeitung tätig.
- Die Sebo Stein & Co. GmbH aus dem Stadtteil Tönisheide entwickelt und produziert seit 1978 Bürsten- und Bodenstaubsauger.
- Die Doppstadt-Gruppe ist ein Maschinenbauunternehmen mit Hauptsitz in Velbert-Langenberg.

### Verkehr

#### Schienenverkehr

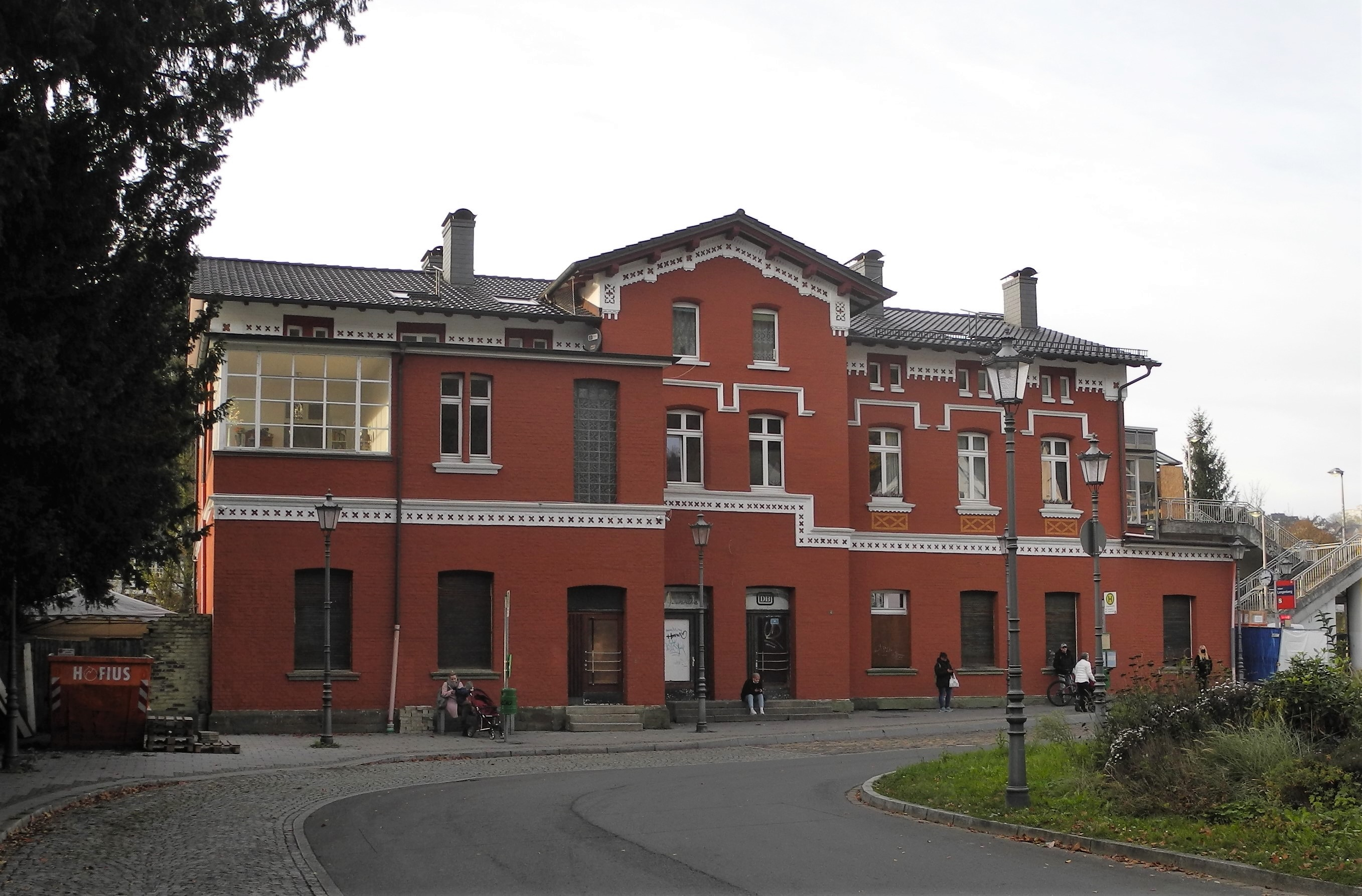
Bahnhof Velbert-Langenberg

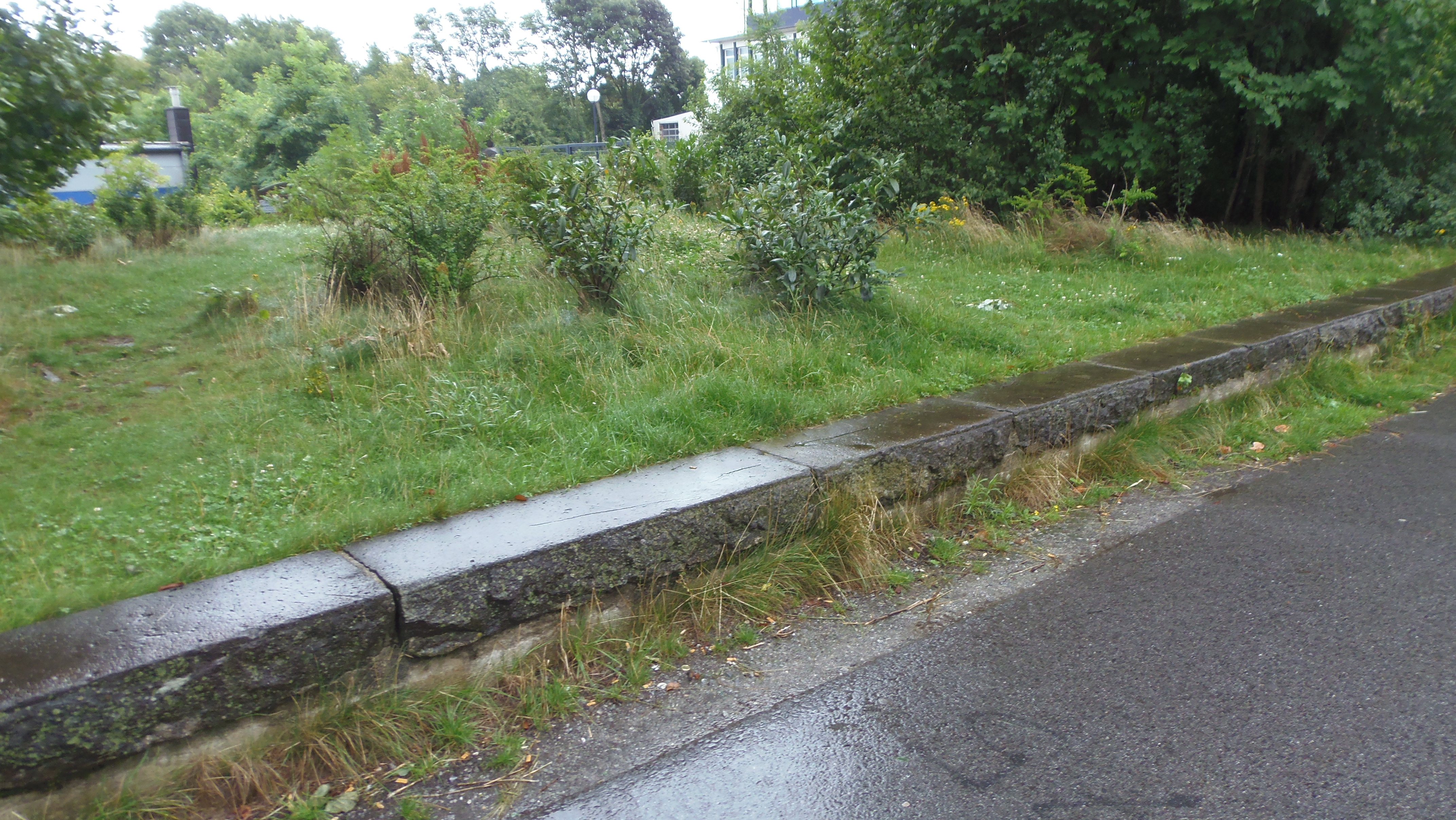
Überreste des Bahnsteigs von Velbert Hbf

Velbert ist im Schienenpersonennahverkehr alle 30 Minuten durch die S-Bahn-Linie S 9 Recklinghausen/Haltern am See—Gladbeck—Bottrop—Essen—Velbert-Langenberg—Wuppertal—Hagen erschlossen, welche insbesondere für Berufspendler von Bedeutung ist. Das Angebot wurde im Dezember 2019 modifiziert: Seither verkehrt der Wupper-Lippe-Express (RE 49) stündlich werktags außer samstags nach Wesel bzw. Wuppertal. Der RE 49 hält im Velberter Stadtgebiet in Langenberg und Neviges.
Der Bahnhof Velbert-Neviges wurde 2003 beim S-Bahn-Ausbau verlegt, um einen besseren Busanschluss zu gewährleisten. Zusätzlich wurde der Haltepunkt Velbert-Rosenhügel eingerichtet, damit das Wohngebiet Siepen angebunden ist. Velbert-Mitte selbst besitzt seit den 1960er Jahren keinen Bahnanschluss mehr: Der Velberter Hauptbahnhof wurde stillgelegt.
Die S-Bahn-Linie S 9 bedient folgende S-Bahn-Haltepunkte im Stadtgebiet von Velbert: Velbert-Nierenhof, Velbert-Langenberg, Velbert-Neviges und Velbert-Rosenhügel.
In den Empfangsgebäuden von Velbert West und Velbert Hauptbahnhof an der ehemaligen Niederbergbahn (Wülfrath—Velbert—Heiligenhaus—Kettwig vor der Brücke) befinden sich heute Gaststätten; der Bahnhof Tönisheide existiert nicht mehr.
Bis in die 1950er Jahre besaß Velbert einige Straßenbahnlinien. In Velbert trafen sich die Linien aus Essen-Werden über Heidhausen, aus Neviges, Wülfrath und aus Ratingen-Hösel über Heiligenhaus.

#### Busverkehr
Sieben Ortsbuslinien verbinden die einzelnen Ortsteile und die Stadtteile Langenberg und Nierenhof meistens im 20-Minuten-Takt mit Velbert Mitte. Drei Ortsbuslinien, eine nach Langenberg und eine nach Nierenhof, verkehren stündlich. Außerdem gibt es von Velbert aus mehrere überregionale Verbindungen zu umliegenden Städten, darunter zwei Schnellbuslinien nach Essen bzw. Heiligenhaus und nach Wuppertal.
In der Nacht verkehrt eine Nachtexpress-Linie (NE 8) zwischen Essen und Velbert Mitte. Für den gesamten öffentlichen Personennahverkehr (ÖPNV) gilt der Tarif des Verkehrsverbundes Rhein-Ruhr (VRR) und tarifraumüberschreitend der NRW-Tarif.
Von Mai 2014 bis September 2015 wurde am Postamt in Velbert ein neuer Zentraler Omnibusbahnhof (ZOB) gebaut, der am 12. September 2015 eröffnet wurde. Er reduziert den vorherigen Busverkehr im Innenstadtbereich, der zuvor im Ringverkehr geführt wurde, und bündelt ihn stattdessen an einer zentralen Haltestelle. Nach dem Bau des ZOBs Velbert sollen bessere Busverbindungen in die einzelne Stadtteile entstehen sowie nach Fertigstellung der A 44 zwischen Velbert und dem Autobahnkreuz Ratingen Ost eine Schnellbuslinie vom ZOB Velbert zum Flughafen Düsseldorf eingerichtet werden.

#### Straßenverkehr
In den 1980er Jahren wurde mit dem Tunnel Birth, dem Dreieck Velbert Nord und der Talbrücke im Hefel ein etwa sieben Kilometer langes Teilstück der als DüBoDo bekannten A 44 auf Velberter Stadtgebiet gebaut. Bis heute ist dieses Teilstück nicht wie geplant an die A 3 im Westen und A 43 im Osten angeschlossen. Laut aktueller Information von Straßen NRW soll der Lückenschluss zwischen der A 44 im Westen von Velbert mit der A 3, Autobahnkreuz Ratingen-Ost, bis 2022 abgeschlossen sein.
2010 fiel der Autobahntunnel Birth in der nationalen Presse negativ auf, als er im ADAC-Tunneltest mit dem Urteil „bedenklich“ als einziger Tunnel in Mitteleuropa durchfiel. Die Sofortmaßnahmen waren Anfang 2012 abgeschlossen, sodass ab 2013 die weiteren Arbeiten zur Vorbereitung des Tunnels auf den Lückenschluss der A 44 begonnen werden können.
Im Jahr 2012 wurde die A 44, vormals B 227 von der Anschlussstelle Langenberg aus bis nach Essen-Heisingen verlängert. Die A 44 geht dann in die Ruhrallee auf Essener Stadtgebiet über.
Bereits seit 1991 besteht vom Autobahndreieck Velbert-Nord ein autobahnähnlicher Ausbau der B 224, heute A 535, zur A 46 im Autobahnkreuz Sonnborn in Wuppertal mit Anschlüssen in Velbert Mitte und Tönisheide.
Im Frühjahr 2018 wurde ein weiteres Teilstück der A 44 in Richtung A 3 fertiggestellt. Das bis dahin bestehende Ende der Autobahn wurde zur Ausfahrt 36 (Heiligenhaus-Hetterscheidt). Neues vorläufiges Ende ist nun die Ausfahrt 35 (Heiligenhaus).
In Velbert kreuzen sich die ehemaligen Bundesstraßen 224 (jetzt A 535) (Solingen—Wuppertal-Vohwinkel—Velbert—Essen—Dorsten—Raesfeld) und die 227 (Ratingen-Breitscheid—Ratingen-Hösel—Heiligenhaus—Velbert—Essen—Gelsenkirchen).
Ende 2008 wurde die ehemalige Bundesstraße 224 in das Autobahnnetz aufgenommen und heißt seitdem Bundesautobahn 535. Die Umstellung auf die blauen Autobahnschilder wurde im November 2008 abgeschlossen.
Größter Verkehrsknotenpunkt in Velbert ist der Willy-Brandt-Platz, wo sich mehrere mehrspurige Straßen treffen. Außerdem ist die gleichnamige Bushaltestelle nach dem ZOB eine der wichtigsten der Stadt.

## Persönlichkeiten

### Söhne und Töchter der Stadt Velbert
- Peter Lucas Colsman (1734–1808), Seidenfabrikant
- Friedrich Mohn (1762–1845), evangelischer Pfarrer und Autor
- Adalbert Colsman (1839–1917), Unternehmer
- Gottfried Stommel (1847–1933), Dramatiker, Schriftsteller und Librettist
- Hulda Paul (1873–1902), Dichterin geistlicher Lieder
- Arthur Koepchen (1878–1954), Ingenieur und Manager, technischer Vorstand des Rheinisch-Westfälischen Elektrizitätswerks
- Wilhelm Osterhold (1891–1971), Politiker
- Hans Simons (1893–1972), Jurist, Verwaltungsbeamter und Politikwissenschaftler
- Hans Colsman (1896–1977), Unternehmer
- Günther Weisenborn (1902–1969), Schriftsteller
- Friedrich Karrenberg (1904–1966), Unternehmer und Wirtschafts- und Sozialwissenschaftler
- Eugen Batz (1905–1986), Maler und Fotograf
- Gisela Voh (1906–1985), Malerin, Werbegrafikerin und Illustratorin
- Willy Fleckhaus (1925–1983), Journalist und Designer
- Waltraud Steinhauer (1925–2002), Gewerkschafterin und Politikerin (SPD), MdB 1974–90
- Hans Otto Bäumer (1926–1998), Politiker (SPD) und Landesminister
- Lüder Lüers (1926–2022), deutscher Philanthrop, Mitbegründer der Kindernothilfe
- Willi Müser (1928–2013), langjähriger Landrat, MdB und stellv. Vorsitzender des Landschaftsverbandes Rheinland
- Günter Judick (1929–2017), Historiker
- Rolf Colsman (1931–2010), Unternehmer
- Franz Waider (1931–1983), Politiker (SPD), MdL und Bürgermeister der Stadt Velbert
- Friedhelm Brebeck (* 1934), Journalist und Fernsehreporter
- Lothar Koch (1935–2003), Oboist
- Heinz Schemken (1935–2021), Politiker (CDU), MdB, Bürgermeister und Vorsitzender des Kolpingwerks Deutschland
- Hans Pelzer (1936–2006), Geodät und Hochschullehrer
- Edgar Seipenbusch (1936–2011), Komponist, Dirigent und Musikdirektor
- Reiner Ruthenbeck (1937–2016), Bildhauer und Konzeptkünstler
- Klaus Fußmann (* 1938), Maler
- Ulrich Herrmann (* 1939), Professor für Pädagogik
- Rüdiger Möller (* 1940), Architekt
- Kurt Wesoly (* 1944), Historiker
- Klaus Pickshaus (* 1949), Politikwissenschaftler
- Friedrich Caspers (* 1951), Manager, Vorstandsvorsitzender der R+V Versicherung
- Uwe-Michael Gutzschhahn (* 1952), Schriftsteller und Übersetzer
- Peter Nocke (* 1955), Schwimmsportler, Europameister (9-fach) und Weltmeister
- Günther Schubert (1955–2002), Fußballtorwart
- Eva Völler (* 1956), Kinderbuchautorin, Schriftstellerin und Juristin
- Petra Bosse-Huber (* 1959), Theologin, Vizepräsidentin und Bischöfin des Kirchenamts der EKD
- Martin Sträßer (* 1959), Politiker (CDU), MdL
- Volker Münchow (* 1960), Politiker (SPD), 2012–2017 MdL
- Michael Niesemann (* 1960), Oboist und Hochschullehrer
- Friedrich Küppersbusch (* 1961), Journalist und Fernsehproduzent
- Lann Hornscheidt (* 1965), Sprachwissenschaftlerin und Skandinavistin
- Johnny Bottrop (* 1966), Gitarrist der Punkbands Terrorgruppe und The Bottrops
- Dirk Dobke (* 1966), Kunsthistoriker
- Jens Volkmann (* 1967), Neurologe
- Stefan Freitag (* 1968), Politiker, Bürgermeister der Stadt Velbert
- Matthias Kopp (* 1968), Journalist und Publizist, Pressesprecher der Deutschen Bischofskonferenz
- Xandra Hag (* 1970), Sängerin
- Paul Meier (* 1971), Leichtathlet und Olympiateilnehmer
- Dirk Wedel (* 1974), Jurist und Politiker (FDP)
- Constantin Lücke (* 1979), Schauspieler
- Nadine Wojcik (* 1979), Journalistin und Schriftstellerin
- Jochen Vollmer (* 1980), Eishockeytorwart
- Stefan Nebel (* 1981), Motorradrennfahrer
- André Henning (* 1984), Trainer der deutschen Hockeynationalmannschaft
- Sezer Öztürk (* 1985), deutsch-türkischer Fußballspieler
- Andreas Luthe (* 1987), Fußballtorwart
- Francesca Weber (* 1989), Fußballspielerin
- Jan-Simon Symalla (* 2005), deutsch-polnischer Fußballspieler
- Kassandra Potsi (* 2008), Fußballspielerin

### Persönlichkeiten mit Bezug zu Velbert
- Walter Simons (1861–1937), erster Amtsrichter in Velbert, später Außenminister des Deutschen Reiches und Präsident des Reichsgerichts.
- Nikolaus Ehlen (1886–1965), Pädagoge, Pionier des Selbsthilfe-Siedlungsbaus sowie Namensgeber des Nikolaus-Ehlen-Gymnasiums.
- Josef Hendel (1897–1993), Künstler (Gemälde, Holzschnitte, Radierungen). Er wohnte von 1945 bis 1960 in Velbert und führte dort mit seiner Frau ein Atelier.
- Lotte Denkhaus (1905–1986), Schriftstellerin und Pfarrfrau, lebte und wirkte von 1927 bis 1932 in Velbert
- Ernst Kiel (1924–2016), Berufsschullehrer und Kommunalpolitiker. Von 1984 bis 1987 Präsident des Deutschen Lehrerverbandes. Lebte und wirkte lange in Velbert.
- Heinz-Horst Deichmann (1926–2014), Europas größter Schuhhändler, Geschäftsführender Gesellschafter des Unternehmens Deichmann-Schuhe. Wohnte in Velbert.
- Karl-Heinz Jakobs (1929–2015), Schriftsteller.
- Cristóbal Halffter (1930–2021), spanischer Komponist und Dirigent. Er lebte von 1936 bis 1939 in Velbert, wo sein Vater Fabrikdirektor war. Die Familie wohnte in der Dammstr. 5.
- Wolfgang Stockmeier (1931–2015), Orgelvirtuose und Komponist. Er komponierte über 300 Stücke und lebte in Velbert-Langenberg.
- Gisbert Schneider (1934–2018), Orgelvirtuose und Leiter der Kantorei Velbert.
- Jean Pütz (* 1936), Wissenschaftsjournalist und Fernsehmoderator (u. a. der langjährigen WDR-Sendung „Hobbythek“). Wohnte in Velbert-Langenberg.
- Ulrich Denkhaus (1938–2013), Pfarrer, Physiker und Beauftragter der Evangelischen Kirche in Deutschland für Energiefragen, lebte von 1981 bis 2002 in Velbert.
- Jürgen Zumholte (1942–2019), Tanzlehrer, erzielte mit seiner Velberter Tanzschule 4 WM-Titel, wirkte und starb hier
- Werner Lungwitz (1942–2021), Fußballspieler, begann seine Karriere in Velbert
- Uwe Holtz (* 1944), Politiker (SPD), MdB.
- Jürgen Bartsch (1946–1976), Serienmörder, ermordete vier Jungen in Velbert-Langenberg.
- Drafi Deutscher (1946–2006), Sänger, Komponist und Musikproduzent.
- Sabine Brandi (* 1953), Journalistin, verheiratet mit Friedrich Wilhelm Küppersbusch.
- Maria Jane Hyde (* 1969), britische Sängerin und Musicaldarstellerin, lebt in Velbert
- Jacqueline Montemurri (* 1969), Schriftstellerin, lebt seit 2002 in Velbert-Neviges, engagiert sich bei der Flüchtlingshilfe Velbert
- Thomas Vana (* 1972), Fußballspieler, in der Jugend bei der SSVg Velbert.
- Sandra Lück (* 1974), Bundesvorsitzende der Tierschutzpartei, wohnte von 2015 bis 2018 vor Ort.
- Dimitrios Grammozis (* 1978), ehemaliger deutsch-griechischer Fußballspieler und jetziger Trainer, ist in Velbert aufgewachsen.
- Tobias Wegener (* 1993), Reality-TV-Teilnehmer und Influencer, lebt in Velbert.
- Tim Kamrad (* 1997), Sänger und Komponist, lebt in Velbert

## Bilder

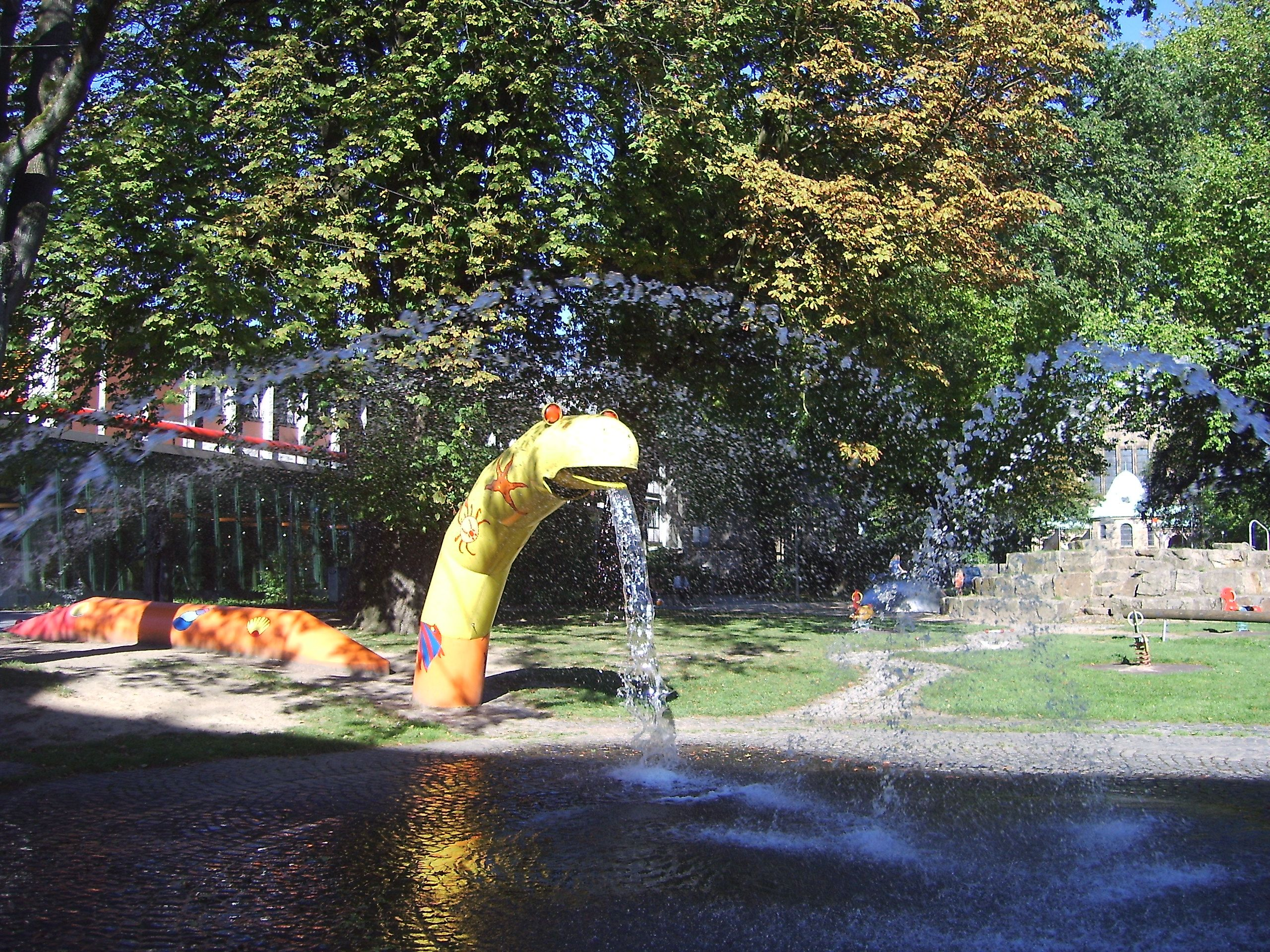
Spielschlange Bunti, dt. Spielraumpreis 2002
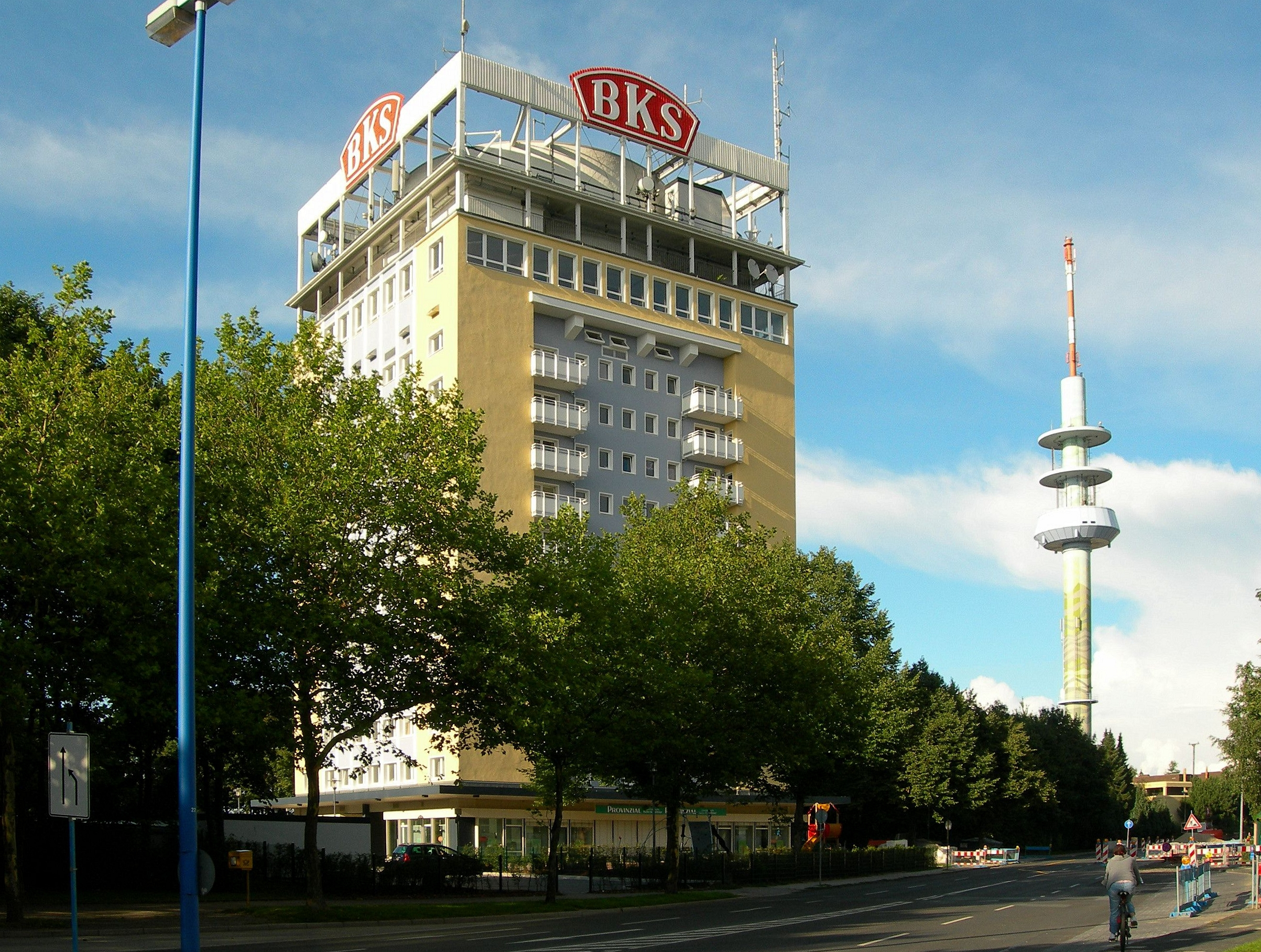
BKS-Hochhaus (neuer Wasserturm) und Tele-Bert
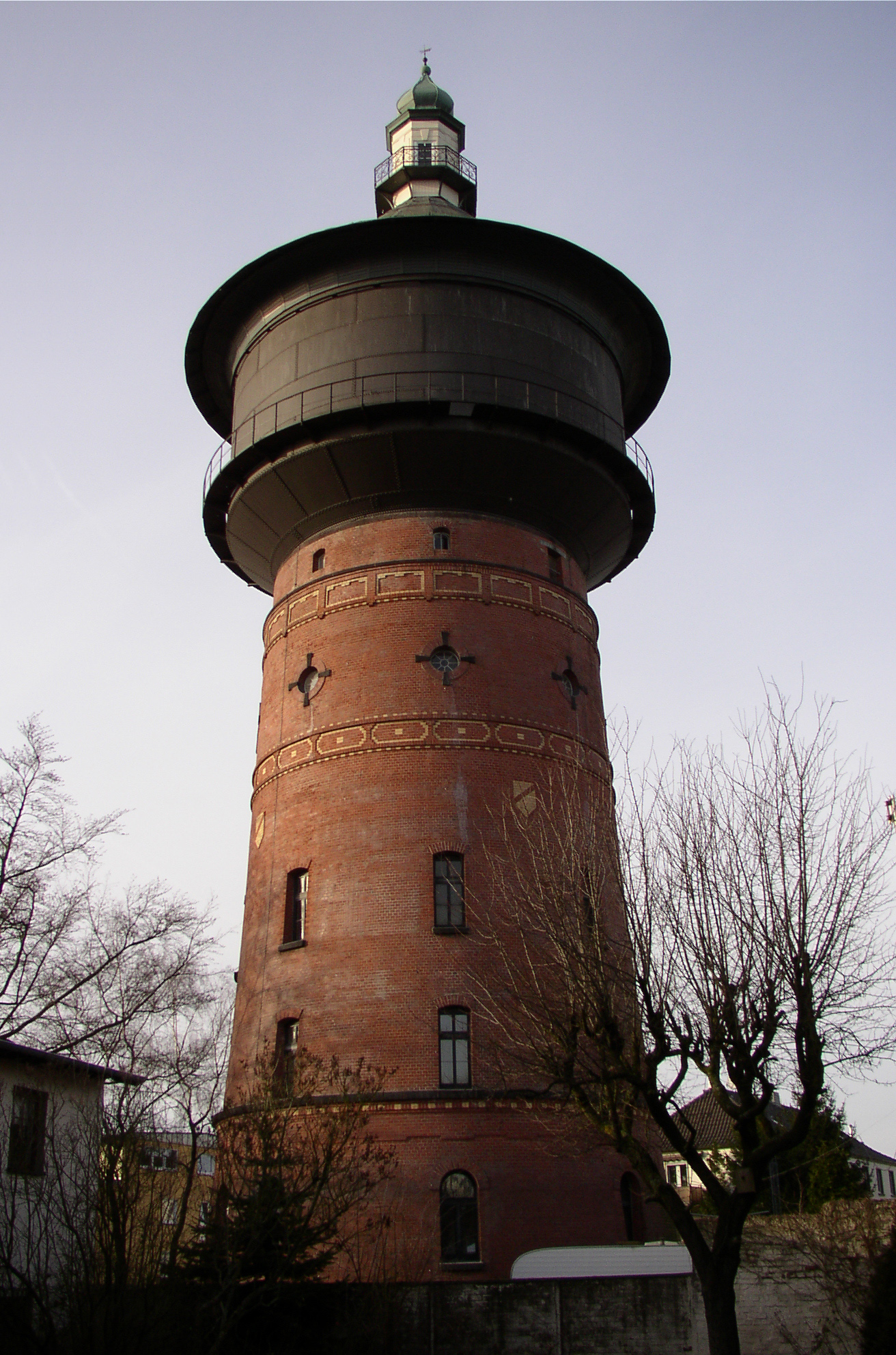
Alter Wasserturm
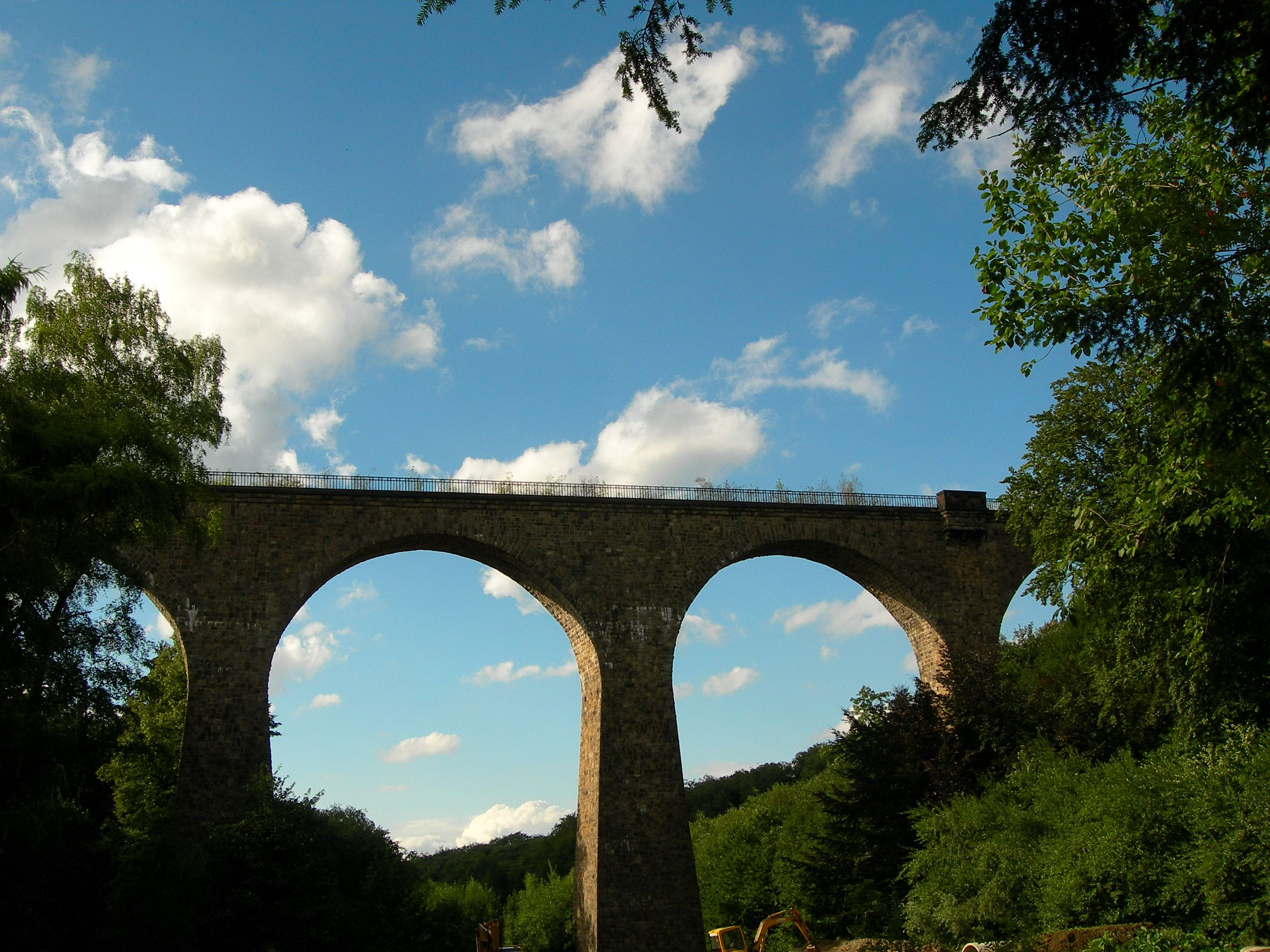
Die ca. 40 m hohe Eulenbachbrücke, im Volksmund „Saubrücke“
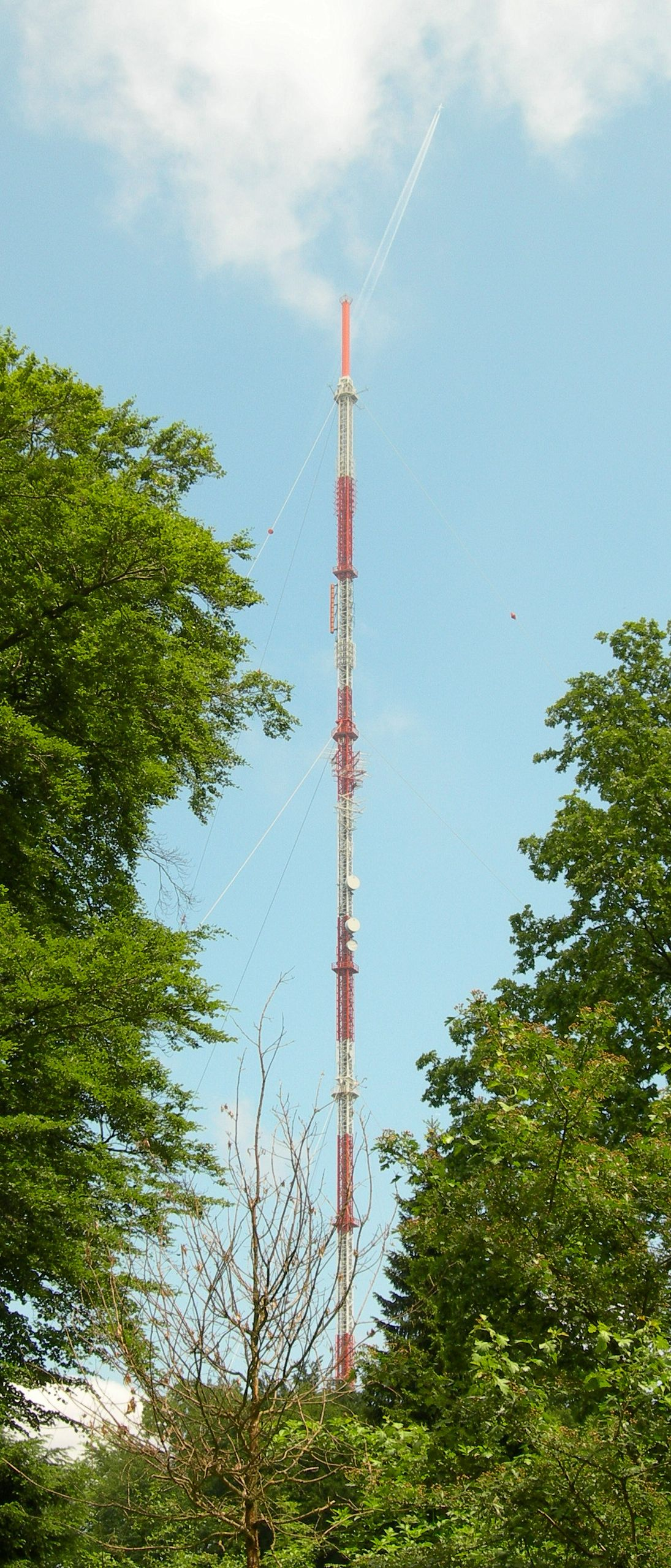
Langenberger Sender